# Apariciones marianas de Medjugorje

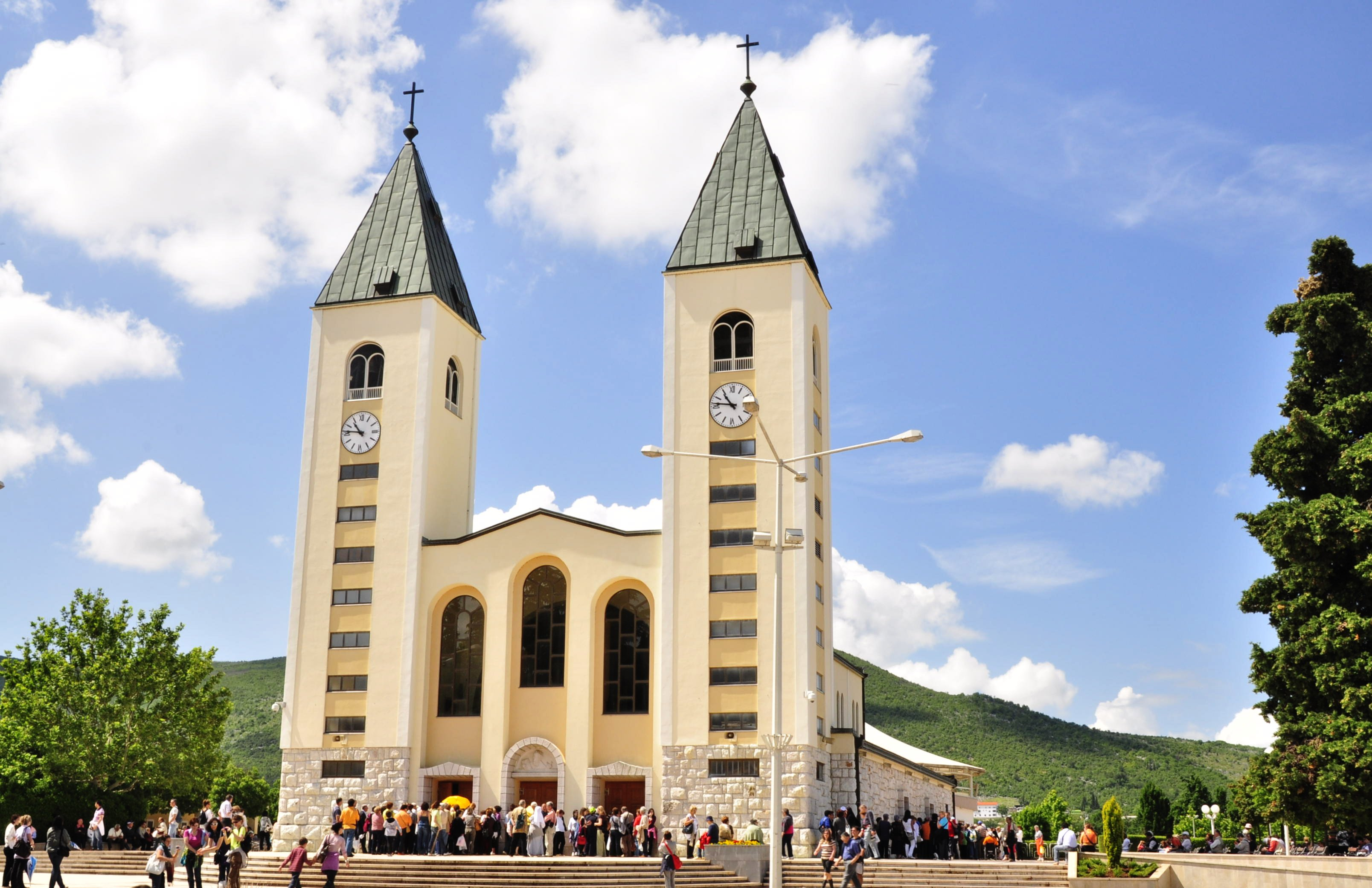
La iglesia parroquial de Medjugorje

Las apariciones marianas de Medjugorje,  también llamadas Nuestra Señora de Medjugorje (croata: Međugorska Gospa), Reina de la Paz (croata: Kraljica mira) y Madre del Redentor (croata: Majka Otkupiteljica) son una serie de apariciones de la Virgen María que comenzaron a producirse el 24 de junio de 1981 en Medjugorje. Allí la Virgen María se habría aparecido diariamente a seis jóvenes croatas de Herzegovina, Ivan Dragičević, Ivanka Ivanković, Jakov Čolo, Marija Pavlović, Mirjana Dragičević y Vicka Ivanković, quienes tenían entre diez y dieciséis años en el momento de la primera aparición.
También ha habido informes continuos de videntes que vieron y recibieron mensajes de la aparición de Nuestra Señora durante los años posteriores. Los videntes a menudo se refieren a la aparición como la Gospa, que es un arcaísmo croata para dama. El 13 de mayo de 2017, el papa Francisco declaró que las visiones originales relatadas por los adolescentes merecen un estudio más profundo, mientras que las visiones posteriores continuadas a lo largo de los años son, en su opinión, de dudoso valor. Como iniciativa pastoral, después de considerar el gran número de personas que acuden a Medjugorje y los abundantes «frutos de gracia» que de ella han brotado, la prohibición de las peregrinaciones organizadas oficialmente fue levantada por el papa en mayo de 2019. Esto se hizo oficial con la celebración de un festival juvenil entre los peregrinos y el clero católico en Medjugorje durante cinco días en agosto de 2019. Sin embargo, esto no iba a ser interpretado como una autenticación de hechos conocidos, que aún requieren examen por parte de la Iglesia. A los clérigos y fieles no se les permite participar en reuniones, conferencias o celebraciones públicas durante las cuales la credibilidad de tales apariciones se daría por sentada.

## Antecedentes

### Situación política
En el momento de las apariciones, el pueblo de Medjugorje estaba en Bosnia y Herzegovina, parte de la República Federativa Socialista de Yugoslavia, una federación de varias naciones eslavas. Hubo tensiones entre las naciones, exacerbadas por la diferencia religiosa: la mayoría de los croatas son católicos, la mayoría de los serbios son ortodoxos orientales, mientras que los bosnios y los herzegovinos son una mezcla de los dos y están incluidos en el tercer grupo: los musulmanes bosnios. La muerte del presidente Josip Broz Tito a principios de mayo de 1980 provocó una reacción anticomunista y el aumento de las tensiones étnicas, desestabilizando el país. Yugoslavia se dirigía hacia el colapso político, económico y nacional. La crisis política generó la económica y la deuda pública se disparó. Los disturbios antiserbios albaneses en Kosovo en 1981 fueron un ejemplo de descontento nacional. Después de la muerte de Tito, el aparato de seguridad intensificó sus actividades contra los percibidos como "enemigos del estado", especialmente en Bosnia y Herzegovina, donde el aparato era más leal a Tito. Tal actividad estuvo especialmente orientada hacia la Iglesia católica en Herzegovina.
Además, la elección del papa Juan Pablo II de la Polonia comunista y el Movimiento de Solidaridad Católica intensificó el conflicto entre el Vaticano y la Europa del Este dominada por los soviéticos .
En la década de 1980 hubo un boom de apariciones marianas en Europa, especialmente en Irlanda e Italia. Chris Maunder conecta estas apariciones, incluidas las de Medjugorje, con el movimiento anticomunista en Europa del Este que condujo a la caída del comunismo.

### Situación religiosa
La Provincia Franciscana de Herzegovina se estableció en 1843 cuando se separó de la Provincia Franciscana de Bosna Srebrena. En 1846, la Santa Sede estableció el Vicariato Apostólico de Herzegovina, que entonces formaba parte del Imperio Otomano y se consideraba un área de misión. Los primeros vicarios fueron todos franciscanos. En 1881, el área quedó bajo el control del Imperio austrohúngaro y el papa León XIII tomó medidas para establecer diócesis y nombrar obispos locales. Como parte del restablecimiento de las estructuras normales de la iglesia, los obispos trabajaron para transferir las parroquias de los franciscanos al clero diocesano. El Vicariato Apostólico fue elevado a la Diócesis de Mostar-Duvno, que incluía a Medjugorje.
Los franciscanos de Herzegovina vieron esto como una amenaza, privándolos de una fuente de ingresos y de su papel como líderes sociales comunitarios que lograron durante siglos de trabajo misionero, difícil bajo la dominación turca.
Surgió un conflicto jurisdiccional, conocido como Herzegovina Affair o Caso Herzegovina, que se remonta a 1923, cuando Roma tomó la decisión de que los franciscanos entregaran la mitad de las parroquias que controlaban al clero secular. Una transición suave se vio inhibida tanto por la falta de suficiente clero diocesano como por la resistencia de los frailes a la desinversión de sus parroquias. Los franciscanos cumplieron solo parcialmente y se han negado a cumplir con las decisiones de Roma desde entonces. Su resistencia a este cambio los puso en conflicto con la jerarquía de la Iglesia, incluida su Orden Franciscana en Roma. Su resistencia a cumplir estaba en contra tanto de la autoridad de la Iglesia como de la ley canónica.
En 1933, el papa Pío XI solicitó a todo el mundo católico que erigieran cruces en las montañas dominantes en honor al 1900 aniversario de la crucifixión de Jesús. En 1933, la diócesis católica local erigió una enorme cruz en una montaña cerca de Medjugorje. El pico de 1.770 pies originalmente se llamaba Monte Sipovac, pero los lugareños cambiaron el nombre a Monte Krizevac, que significa "Monte de la Cruz". Construyeron la cruz de 33 pies de alto que pesaba quince toneladas en seis semanas, cargando todos los materiales de construcción sobre sus espaldas.
En 1975, el papa Pablo VI mediante el decreto Romanis Pontificibus ordenó que los franciscanos debían retirarse de la mayoría de las parroquias de la diócesis de Mostar-Duvno, reteniendo 30 y dejando 52 al clero diocesano. En la década de 1980, los franciscanos todavía tenían 40 parroquias bajo la dirección de 80 frailes. En agosto de 1980, el nuevo obispo de Mostar, Pavao Zanic, anunció inmediatamente que sólo una cuarta parte de la ciudad permanecería bajo los franciscanos. La Catedral de Mostar de María, Madre de la Iglesia se completó en el verano de 1980.
Según Michael Budde en su libro Beyond the Borders of Baptism Catholicity, Allegiances, and Lived Identities, a medida que ganó reputación nacional e internacional, el lugar de peregrinación de Medjugorje se convirtió en un símbolo formidable del poder de la religión en la lucha contra el régimen comunista yugoslavo.

## Historia

### La primera de las apariciones

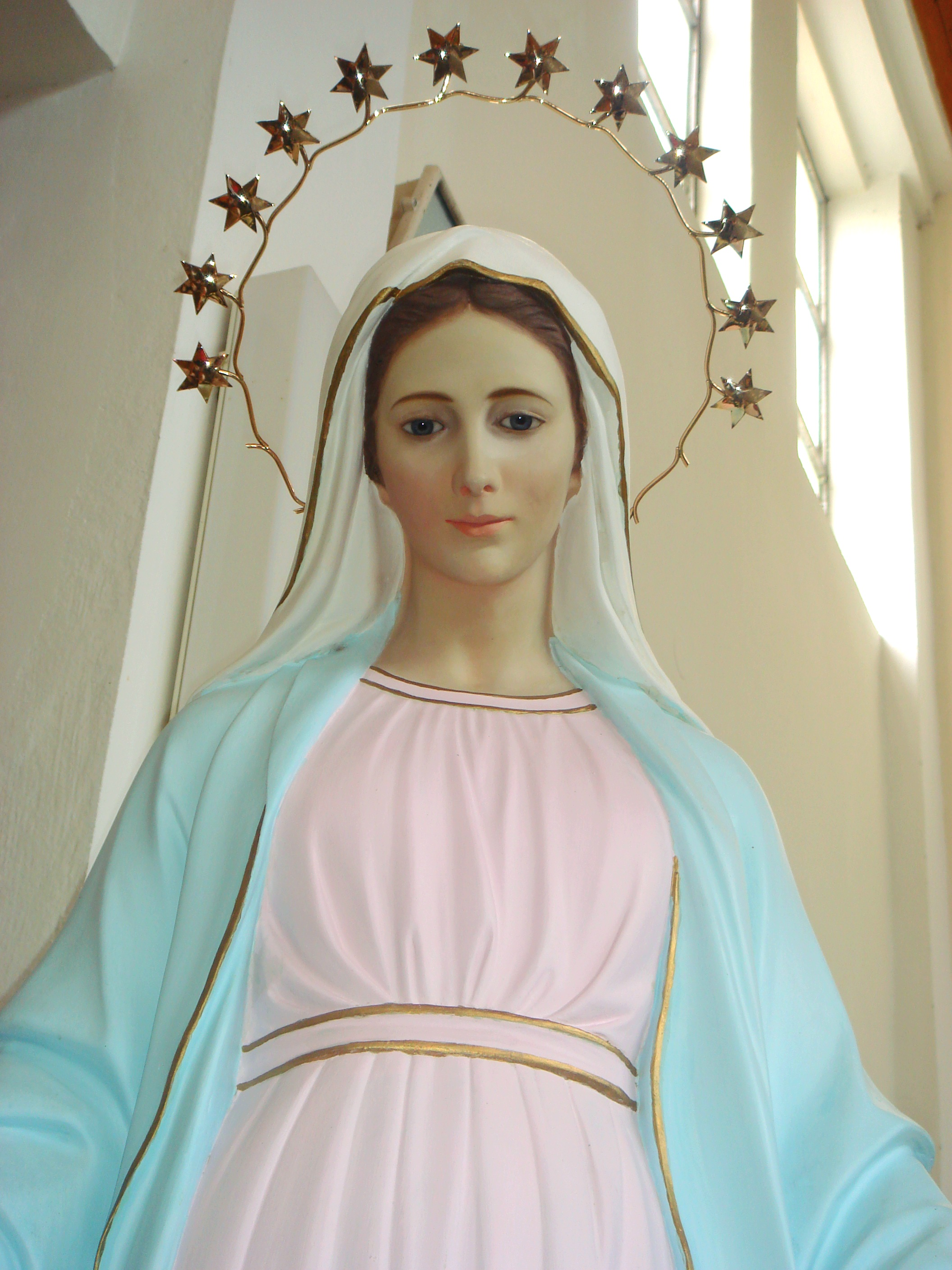
Nuestra Señora de la Paz de Tihaljina, a menudo denominada erróneamente Nuestra Señora de Medjugorje.

La historia de las apariciones de Nuestra Señora comenzó en Yugoslavia en los tiempos en que esta región estaba todavía bajo el régimen comunista ateo, y Medjugorje no era más que un grupo de unos pocos caseríos que vivían esencialmente del tabaco, de la viña y de la ganadería.
Todavía existe un desacuerdo en el relato de los primeros días del fenómeno. Según el Diccionario de las "apariciones" de la Virgen María, obra colectiva realizada bajo la dirección de René Laurentin y Patrick Sbalchiero.
En la tarde del miércoles 24 de junio de 1981, Ivanka Ivanković (nacida el 21 de junio de 1966) de quince años y Mirjana Dragičević (nacida el 18 de marzo de 1965), de dieciséis años, al ir por el camino que va de Bijakovici a Cilici, declararon haber divisado sobre el Monte Podbrdo una «silueta luminosa» cuando caminan al pie del Monte Podbrdo a las cuatro de la tarde, habrían vislumbrado una figura femenina en una pequeña nube. Asustadas, las dos chicas huyen y regresan al pueblo. Poco después, alrededor de las 18:30, deciden regresar a la colina acompañados por Vicka Ivanković (nacida el 3 de septiembre de 1964), la prima de Ivanka Ivanković. Las tres chicas habrían visto la figura femenina con un niño en sus brazos nuevamente y la habrían identificado inmediatamente con la Virgen María (La Gospa en idioma croata).
Al día siguiente el 25 de junio de 1981 las chicas volvieron a subir la colina acompañadas por Marja Pavlović, la prima de Mirjana Dragičević, Jakov Čolo (nacido el 6 de marzo de 1971)  de 10 años y se encontraron con Ivan Dragičević (nacido el 25 de mayo de 1965) de 16 años que había ido por otro camino. El grupo de los seis videntes fue así definitivamente constituido, la Virgen María apareció nuevamente a todo el grupo y tuvo un breve diálogo con Ivanka Ivanković sobre su madre, que desapareció unos meses antes.
El 26 de junio de 1981, el grupo vuelve a subir la colina y volvería a dialogar brevemente con la Virgen María y ella invita a los videntes a rezar por la paz.
La noticia de las apariciones comenzó a extenderse, causando irritación por parte de la policía yugoslava. El 27 de junio de 1981, los niños son arrestados y sometidos a un examen psiquiátrico. Son declarados sanos y liberados. Al atardecer tendrían un nuevo diálogo con la Virgen María. En el lugar preciso de las apariciones, la gente del pueblo coloca una piedra marcada por una cruz blanca.
El 28 de junio de 1981 hay al menos diez mil personas que asisten a la aparición nocturna de la Virgen María.
El 29 de junio de 1981 la policía yugoslava recoge a los visionarios y los lleva al hospital psiquiátrico de Mostar para someterlos a pruebas. El informe confirma su cordura y son liberados por la noche; regresaron al Monte Podbrdo y presenciaron una nueva aparición.
El 30 de junio de 1981, dos trabajadores del servicio secreto convencen a los muchachos de que se alejen de Medjugorje, mientras la policía cierra la colina. Por la noche, en el momento de la aparición, los visionarios están en un automóvil entre Ljubuški y Čitluk y ven a la Virgen María que viene a su encuentro en el camino.
El 1 de julio de 1981, la policía se lleva nuevamente a los visionarios. La aparición se lleva a cabo en la camioneta de la policía donde se encuentran prisioneros.
El 2 de julio de 1981, para escapar de la policía, los muchachos se esconden en la rectoría de los franciscanos y aquí ven una nueva aparición de la Virgen.
A mediados de julio, la noticia de las supuestas apariciones aparece en un periódico católico en Zagreb, dando así relevancia internacional a los hechos. Incluso los primeros peregrinos del exterior comienzan a acercarse a Međjugorje. Las autoridades yugoslavas ordenan de nuevo el cierre del Monte Podbrdo, mientras que 12 de agosto de 1981 es arrestado Padre Jozo Zovko, jefe de la comunidad franciscana de Medjugorje, considerado por la policía el verdadero instigador de las apariciones. El Padre Jozo Zovko fue sentenciado a ocho años por el delito de "ataque a la seguridad y a la unidad de la patria". 
Mientras tanto, Međugorje empezó a ser visitado por un número cada vez mayor de personas, curiosos y peregrinos que afirman ver signos y figuras luminosas en el cielo. Diecisiete meses después de que comenzaron las visiones, el Padre Jozo Zovko es liberado y las autoridades deciden no obstruir el flujo de peregrinos o las actividades de los videntes.

Ahora bien, otras fuentes procedentes principalmente de los diecisiete interrogatorios de los videntes grabados los días 27, 28, 29 y 30 de junio de 1981, contradicen ciertos puntos. Así, Ivan Ivanković ha declarado el 18 de mayo de 1986 que él no había visto nunca a la Virgen:
«Cuando el padre Milán Mikulic [...] preguntó a Ivan si había visto a la Gospa el 24 de junio de 1981, este último respondió: "¡Ya os dije ayer que no la había visto nunca!"».
Asimismo, Ivan Dragičević no dijo en sus primeras declaraciones que había visto a la Virgen con un niño, sino simplemente que había visto una luz. Él ya no estaba presente el segundo día: «La primera tarde estaba con ellas. La segunda tarde, no.», y: «La segunda tarde, no fui, ya que estaba trabajando en los campos recogiendo hojas de tabaco».
Después de haber oído el relato, y con una actitud de entrada desconfiada, el padre Jozo Zovko, cura de la parroquia, creyó relativamente rápido en la autenticidad de estas apariciones. En el contexto político de la época, esta historia no fue tomada a la ligera por el poder comunista. El padre Jozo Zovko fue arrestado y condenado a tres años de prisión, siendo liberado año y medio después. 
Comenzaron a llegar muy rápidamente peregrinos de todas partes del mundo. Hubo científicos (como el oncólogo francés Henri Feliz) y teólogos (como el Padre René Laurentin, especialista en mariología) que se interesaron en el fenómeno, y finalmente el poder político dejó de presionar tanto.
La parroquia de Međjugorje está a cargo de los franciscanos, una orden que históricamente ha tenido influencia en esta región (Herzegovina).

### Lugares sucesivos de las apariciones
Del 24 al 29 de junio de 1981, las apariciones tuvieron lugar sobre el Monte Crnica. En lo sucesivo, el lugar de las apariciones será variable, teniendo lugar unas veces en la iglesia, otras en una habitación contigua a la sacristía, y finalmente a partir de marzo de 1985 en el presbiterio, habiendo prohibido el obispo de Mostar toda aparición en los lugares contiguos a la iglesia. A partir de esta época, las apariciones pasaron a variar mucho de localización. Los videntes afirmaron tener a partir de ese momento apariciones individuales (cotidianas para algunos, mensuales o anuales para otros). Y estas apariciones se producirían en el lugar donde se encontraran los videntes.

### Los mensajes al mundo
A partir del 1 de marzo de 1984, los videntes comenzaron a difundir mensajes para la humanidad por parte de la Virgen María. De hecho, en esa fecha,  la Virgen María se le apareció a la vidente Marija Pavlovic confiándole esta tarea a ella y a la parroquia de Medjugorje. Inicialmente, los mensajes se revelaron todos los jueves, luego comenzaron en 1987 cada 25 de cada mes. También se le confía un mensaje a la vidente Mirjana Dragičević, a quien se le aparece la Virgen María el segundo día de cada mes. 

### Los mensajes de 1981 a 1983
René Laurentin recopiló una extensa colección de mensajes que habría dado la Gospa (Gospa significa 'Nuestra Señora' en croata) entre 1981 y 1984.

Es sin embargo difícil todavía hacerse una idea precisa de su contenido exacto, pues los mensajes parecen haber sido objeto de cierta edición posterior a su registro. Además, desde el verano 1981 los videntes dicen tener apariciones personalizadas con mensajes diferentes, lo cual impide toda comparación. Ciertos comentadores advierten sin embargo de que el contenido de las revelaciones anteriores a 1984 revelaría aberraciones y errores doctrinales que ponen en duda su veracidad. Bouflet señalaba también que, repetidamente, la Virgen habría tomado partido a favor de los franciscanos de Medjugorje en la controversia que tuvieron estos con el obispo de Mostar, que es quien gobierna eclesiásticamente esa parroquia. Este hecho no se había producido nunca en una aparición reconocida por la Iglesia, pero ha sido constatado en apariciones no reconocidas. Por ejemplo, el 16 de abril de 1982, Vicka escribió que la Virgen le había respondido lo siguiente:
«El Obispo, en ese asunto, no está actuando con Dios, ni actúa en la caridad, ni en el amor de Dios. Que Ivica e Ivan no se concentren en el obispo, ya que les está cargando con un gran peso para intentar librarse de ellos. Él ha comenzado por los más jóvenes, y sigue con su plan. Sé que para ellos es un duro golpe. (...) Lo que hace el obispo no está de acuerdo con la voluntad de Dios al actuar así con unos inocentes, vituperados sin tener ninguna falta. Eso Dios no lo permitiría (...)».
Según Joachim Bouflet, el mensaje original de Medjugorje habría insistido en la reconciliación, lo que tendría un significado muy particular a tenor del hecho de que las apariciones iniciales tuvieron lugar cerca de un sitio en el que, durante la Segunda Guerra Mundial, varios centenares de personas fueron masacradas por la Ustacha. Los franciscanos que se encargaron de la «gestión» del fenómeno habrían evadido de hecho este aspecto particular del mensaje para no tener que revisar la conducta de una parte de los miembros de su orden durante la Segunda Guerra Mundial.

### Contenido de los mensajes
Según los videntes en las supuestas apariciones, los fieles serían invitados a la conversión, la oración y la paz. El mensaje principal es la paz (en su sentido más amplio: con Dios, con los hombres y también internamente) y los videntes afirman que la Virgen María les habría indicado que se puede alcanzar a través de cinco instrumentos ("las cinco piedras" en comparación con los guijarros elegidos por David, armado solo con tirachinas y bastón, para derribar a Goliat):
- la oración humilde y con el corazón, especialmente el Rosario todos los días.
- El ayuno los miércoles y viernes a las personas que pueden hacerlo; para enfermos, ancianos o personas que no pueden hacerlo por razones de salud, ofrecen algo a Nuestra Señora en esos días.
- Lectura diaria de la Biblia.
- la Confesión al menos una vez al mes.
- la Eucaristía, preferiblemente todos los días. Según los mensajes difundidos por los videntes, si se respetaran los cinco preceptos indicados anteriormente, la Virgen María habría prometido su intercesión y también favorecería la conversión personal. Según ellos, es preferible también dedicar un lugar en la casa, una especie de altar, a la Virgen María.

### Los diez secretos
Entre 1984 y 1985, la Virgen María habría revelado a los videntes diez secretos que al igual que las de la Virgen de Fátima, contarían revelaciones sobre eventos futuros. El 25 de junio de 1985, la vidente Mirjana Dragičević afirmó haber recibido un pergamino de la Virgen María que contiene diez secretos. Este pergamino, según la vidente, estaría hecho de un material especial en el que todos leen algo diferente, con excepción de los tres videntes que leen los secretos allí. Hasta ahora, el pergamino solo ha sido visto por unos pocos familiares de Mirjana Dragičević.
Según los videntes, los diez secretos se darán a conocer al mundo entero tres días antes de que ocurran por el padre franciscano Petar Ljubičić, a quien Mirjana Dragičević informará diez días antes. Uno de los secretos será una señal permanente y visible en la colina de las apariciones.

## Los videntes

### Marija Pavlovic
Marija Pavlović nació en la aldea de Čitluk en Bijakovići en Bosnia y Herzegovina el 1 de abril de 1965 de dos granjeros, Filippo e Iva, y tiene tres hermanas y tres hermanos. Desde 1993,  cuando se casó con su esposo, ella ha vivido en Monza con sus cuatro hijos.  Dice que tiene apariciones diarias y que ha recibido nueve de los diez secretos de la Virgen María. Del 1 de marzo de 1984 al 8 de enero de 1987 afirmó que recibió el mensaje de la Virgen María todos los jueves. Desde el 25 de enero de 1987, el 25 de cada mes, comunica el texto del mensaje a la parroquia de San Giacomo en Međugorje , para su posterior divulgación.  La intención de oración que la Virgen María le confió es por las almas del purgatorio. 
Lleva a cabo una intensa actividad de testimonio en Italia (Desio, Bolonia, Brescello, Canazei) también dedicándose al diálogo personal con los fieles.  Junto con la hermana Emmanuel Maillard, viaja por el mundo para dar testimonio de su devoción y fe, y donde quiera que vaya, dice que recibe una aparición. Fue sometida a numerosos estudios clínicos, tanto en los años 1981-1985, y más recientemente en 2005 por el neurólogo francés Phillipe Loron, quien supuestamente determinó su normalidad psíquica y la ocurrencia real de un estado de éxtasis durante las supuestas apariciones. 
En 1998 publicó un libro titulado La virgen que nos enseña a orar, escrito junto con Livio Fanzaga y publicado en Italia por la Editorial Shalom .

### Mirjana Dragicevic
Mirjana Dragicevic nació en Sarajevo el 18 de marzo de 1965 habría tenido apariciones diarias del 24 de junio de 1981 al 25 de diciembre de 1982. En esa fecha recibiría la última aparición diaria y el décimo secreto. Posteriormente Nuestra Señora le anunció que tendría apariciones cada 18 de marzo (su cumpleaños) durante toda su vida.
A partir del año 2000, también comenzó a recibir mensajes el 2 de cada mes, y afirma que ese día reza junto con Nuestra Señora "por aquellos que aún no han conocido el amor de Dios", es decir, por los no creyentes.
En el mensaje recibido el 18 de marzo de 2020, Mirjana comunicó que la Virgen le anunció que dejará de recibir los mensajes del día 2 de cada mes.
Actualmente solo ella, Jakov e Ivanka conocen los 10 secretos.
Mirjana Dragičević se casó con Marko Soldo el 16 de septiembre de 1989. Tiene dos hijos y vive con su familia en Medjugorje.

### Ivanka Ivankovic
Ivanka Ivankovic nació en Bijakovići el 21 de junio de 1966 hija de Ivan y Jakoda. Vivió en Mostar hasta abril de 1981, pero llegó a Medjugorje con su hermano mayor Mario y su hermana menor de su abuela en 1981 durante las vacaciones de verano.  Está casada con Raiko Elez desde el 18 de diciembre de 1986, tiene tres hijos y vive con su familia en Medjugorje. Entre los visionarios, ella fue la primera en casarse.
Fue la primera en ver a la Virgen María ella afirma haber tenido apariciones diarias desde el 24 de junio de 1981  hasta el 7 de mayo de 1985 , el día en que la Virgen María le revelaría el último de los "diez secretos". Afirma que la Virgen María  le dijo que durante toda su vida recibiría una aparición, una vez al año, el 25 de junio, con motivo del aniversario de la primera aparición; se le encomendó la oración por las familias.

### Vicka Ivanković
Vicka Ivanković nació en Bijakovići el 3 de septiembre de 1964. Está casada con Mario Mijatović desde el 26 de enero de 2002 en Gruda, un pequeño pueblo cerca de Međugorje. Tiene dos hijos, Maria Sofia y Anton, y vive con su familia en Krehin Grac (parroquia de Gradina) en Međugorje. Afirma haber recibido apariciones diarias desde el 24 de junio de 1981 y conocer solo nueve de los "diez secretos". Además de Ivan Dragicevic y Marija Pavlović, quienes todavía dicen que disfrutan de la aparición diaria de la Virgen María, ella es la única que vive en Medjugorje. La Virgen María le confió la tarea de rezar por los enfermos.

### Ivan Dragicevic
Ivan Dragicevic nació el 25 de mayo de 1965 en Bijakovići, está casado con Laureen Murphy (ex Miss Massachusetts) desde el 23 de octubre de 1994, tiene cuatro hijos y vive entre Medjugorje y Boston . Afirma tener apariciones diarias desde el 24 de junio de 1981 y conocer solo nueve de los "diez secretos".  Se le asignó la tarea de orar por los jóvenes y los sacerdotes. 

### Jakov Colo
Jakov Colo nació el 6 de marzo de 1971 en Sarajevo, el más joven de los visionarios, que quedó huérfano de ambos padres a una edad temprana, está casado desde 1993 con Annalisa Barozzi, con quien tuvo tres hijos y vive con su familia en Medjugorje. Afirma haber recibido su última aparición diaria el 12 de septiembre de 1998 en Florida y haber aprendido el último de los "diez secretos" en esa fecha. También dice que recibe una aparición anual de María con el niño Jesús en sus brazos el día de Navidad .  Nuestra Señora le confió la oración por los enfermos. 

### Jozo Zovko
Jozo Zovko, el expárroco de Medjugorje, que estuvo allí desde el comienzo de las visiones, se mostró escéptico al principio, pero con el tiempo se convirtió en el abogado y protector preeminente de los videntes. Supuestamente tuvo una visión de Nuestra Señora en una iglesia el 11 de abril de 1983. 
Jakov Čolo y Vicka Ivanković afirman haber visto una aparición de Jozo Zovko el 19 de octubre de 1981, mientras estaba siendo juzgado en ese momento. Mientras rezaban, vieron a Jozo Zovko, que sonreía con la Virgen. René Laurentin escribió que Jozo Zovko "les dice que no teman por él, que todo estuvo bien". 
Se dice que la virgen se le apareció a Jakov Čolo y Vicka Ivanković el 21 de octubre de 1981. Rene Laurentin escribió que les dijo que no se preocuparan por Jozo Zovko y dijo que: 
"Jozo se ve bien y te saluda calurosamente. No temas por Jozo. Es un santo, ya te lo he dicho. René Laurentin escribió que la aparición les dijo que "la sentencia no se pronunciará esta noche. No tengan miedo, no será condenado a un castigo severo..." En la crónica de Vlašić, estaba escrito que la aparición les dijo que el juicio se continuaría, sin embargo, el juicio terminó ese mismo día, y la sentencia se publicó al día siguiente. La sentencia de Zovko se redujo a 3+1 ⁄ 2 años de prisión. En febrero de 1983, los comunistas liberaron a Zovko después de 18 meses de trabajos forzados.

### Jelena Vasilj
Jelena Vasilj, una joven de Medjugorje, supuestamente también tuvo apariciones de la virgen el 24 de mayo de 1983.

### Petar Ljubicic
Petar Ljubicic nació en Prisoje, Tomislavgrad en 1946, es el padre franciscano responsable de la parroquia de Međugorje, en la diócesis de Mostar. Él no es un vidente sino el sacerdote elegido por Mirjana Dragičević para la revelación de los «diez secretos» al mundo, tres días antes de que ocurran.

## Postura de la Iglesia católica local

### M. Pavao Žanić, el obispo de Mostar
Según René Laurentin, en un primer momento (julio-agosto de 1981), el obispo del lugar, M. Pavao Žanić, mariólogo, se interesó en el fenómeno e interrogó a los jóvenes. Se mostraba favorable a las apariciones. Antes del 15 de agosto, las autoridades del gobierno bajo el régimen comunista de Bosnia Herzegovina lo convocaron en Sarajevo. Trataron de llevarle a su terreno, pero el obispo continuó sin embargo defendiendo valientemente las apariciones contra las calumnias de la prensa gubernamental hasta el 1 de septiembre de 1981. A partir de entonces transcurre un periodo en silencio donde el obispo se vuelve discreto. Y tienen que llegar los primeros meses de 1982 para que la interferencia de la controversia franciscana consiga que M. Pavao Žanić se vuelva contra las apariciones. De todas maneras, los peregrinos siempre han ido respetuosamente a visitar al Obispo a Mostar. Varios videntes han ofrecido su vida para que cesara el conflicto, durante el cual, M. Pavao Žanić había tenido que prohibir a sus sacerdotes ir a los encuentros o alentar a los fieles. M. Pavao Žanić falleció el 11 de enero de 2010.
Por todo ello René Laurentin pareció terminar por creer que M. Žanić habría cedido a las presiones del gobierno comunista yugoslavo. Esa creencia ha sido retomada en un libro publicado en 2011 por cuatro periodistas que han publicado documentos desclasificados de la policía secreta yugoslava. Estos documentos parecen además decir que el obispo habría colaborado con los servicios de seguridad.  El periodista Andrea Tornielli ha dejado constancia de ello igualmente en un artículo publicado en La Stampa, en agosto de 2011, lo que ha provocado una reacción del sucesor de M. Žanić en el obispado de Mostar, que publicó un claro desmentido el 31 de diciembre de 2011 en la web del obispado.
En este documento, M. Peric hace una serie de afirmaciones inexactas. Explica entonces que, al principio de las apariciones, su predecesor tenía una opinión favorable, pero que después cambió de opinión por las mentiras de los videntes y, esencialmente, porque contaban que la Gospa tomaba partido abiertamente a favor de los franciscanos en el conflicto que enfrentaba a estos con el obispo. Explica, por otra parte, que la actitud de la Seguridad de Estado fue exactamente la opuesta: mientras que al principio de las apariciones buscaba intimidar a los videntes, según pasaba el tiempo alentaba el fenómeno, ya que este atraía a numerosos peregrinos extranjeros y permitía así que el Estado ingresara divisas extranjeras de las que tenía una gran necesidad. Según M. Peric, no se puede excluir que la Seguridad de Estado haya buscado comprometer a M. Žanić debido a su oposición cada vez más firme contra lo que ocurría en Medjugorje, que ya no consideraba en absoluto como un fenómeno de origen sobrenatural

### M. Ratko Perić
Su sucesor, M. Ratko Perić, sigue con esta misma opinión y recuerda regularmente que las apariciones de Međugorje no han sido nunca reconocidas por la Iglesia.

Durante su homilía, pronunciada en el curso de la misa de confirmación en Medjugorje en junio de 2006, M. Ratko Perić resumía así su posición: 
«1 - Medjugorje es una parroquia católica en la cual se realizan actividades litúrgicas y pastorales como en las demás parroquias de esta diócesis de Mostar-Duvno. Y nadie, excepto la Iglesia, está autorizado a atribuir el título formal de "santuario" a este lugar.
2 - Con base en las investigaciones de la Iglesia sobre los acontecimientos de Medjugorje, no puede ser afirmado que se trate de apariciones o revelaciones sobrenaturales. Eso significa que hasta ahora la Iglesia no ha admitido que ninguna de las apariciones sea sobrenatural o mariana.
3 - Los sacerdotes que administran canónicamente esta parroquia de Medjugorje o aquellos que vienen como visitantes no están autorizados a expresar sus opiniones privadas, si estas son contrarias a la posición oficial de la Iglesia sobre las pretendidas "apariciones" y "mensajes". No lo pueden hacer ni durante las celebraciones sacramentales, ni durante otros actos comunes de piedad, ni en los medios católicos.
4 - Los fieles católicos son dispensados no solo de la obligación de creer en la verdad de las "apariciones", sino que deben saber que las peregrinaciones diocesanas que provienen de otras parroquias, ya sean oficiales, privadas, individuales o colectivas, no están autorizadas si en ellas se presupone la autenticidad de las "apariciones" o si son organizadas a modo de validación de tales "apariciones". Aquel que diga lo contrario, habla contra la Iglesia.

5 - Con base en estas directivas y en tanto que obispo del lugar sostengo que en cuanto a los acontecimientos de Medjugorje, durante todos estos 25 últimos años la Iglesia no ha confirmado ninguna "aparición" como algo que pertenezca auténticamente a Nuestra Señora. El hecho de que durante estos 25 años se haya hablado de decenas de millares de "apariciones" no contribuye para nada a demostrar la autenticidad de esos acontecimientos. Nuestro actual Santo Padre con el que he tenido audiencia el 24 de febrero de este año, ha comentado que en la Congregación por la Doctrina de la Fe siempre se han planteado cómo era posible que una tal cantidad de "apariciones" fuera creíble para el fiel católico. No nos parecen auténticas, y con más motivo si se tiene en consideración que se sabe con antelación el momento en que las pretendidas "apariciones" van a producirse [..]»
En febrero de 2017, en una amplia nota, recordó la serie de pareceres dados por diversas instancias de la Iglesia católica que niegan un carácter sobrenatural a las presuntas apariciones.

### Vinko Puljić, arzobispo de Sarajevo
El cardenal Vinko Puljić, presidente de la Conferencia episcopal de Bosnia y Herzegovina, ha dado su parecer en una entrevista publicada por el semanal Oslobođenje en julio de 2009:
«Opino que haría falta presentar únicamente los hechos con relación a los fenómenos a Medjugorje y abstenerse de emitir juicios. En cuanto a emitir un juicio, siempre habría que familiarizar de nuevo a la gente con la posición oficial de la Iglesia dada en Zadar el 10 de abril de 1991, en la Declaración de la Conferencia de obispos de la ex-Yugoslavia, y que se basa en numerosos años de investigación. La posición oficial es que no se puede asegurar que esas apariciones y revelaciones sean sobrenaturales, con la reserva de que conviene precisar que esos acontecimientos aún no han terminado de suceder, y que la Iglesia aún no ha emitido un juicio definitivo. Esperamos nuevas instrucciones de la Santa Seda puesto que depende de su autoridad. Es preciso considerar los fenómenos de Medjugorje teniendo en cuenta dos aspectos. El primero es de naturaleza pastoral: los sacramentos, la misa, el arrepentimiento, la oración, la proclamación de la palabra de Dios, la penitencia, etc., que necesitan una asistencia pastoral particular. El segundo aspecto es el de las pretendidas apariciones y mensajes, y eso debe ser sometido al juicio de la Iglesia, que nunca se apresura a emitir sus juicios en un caso así, puesto que desea realizar una investigación profunda y dar un juicio riguroso y justo.»

### Petar Palić
Petar Palić sucedió a Perić en 2020. Hasta ahora, Palić no ha hecho pública su posición sobre Medjugorje. Sin embargo, un informe de Deutsche Welle indicó que Palić tiene puntos de vista similares a los de su predecesor Perić.

## Postura de la Iglesia católica
Actualmente, el juicio oficial de la Iglesia católica acerca de estos fenómenos es el de la no constatación de sobrenaturalidad de la Declaración de Zadar: 
«Con base en las investigaciones efectuadas hasta ahora, no es posible afirmar el carácter sobrenatural de estas apariciones o revelaciones. Sin embargo, las numerosas reuniones de fieles que, desde diferentes partes del mundo, acuden a Medjugorje, inspirados tanto por motivos de fe como por otros varios, requieren la atención y el cuidado pastoral primeramente del obispo diocesano, y con él, también de los otros obispos, para que, en Medjugorje y en todo aquello que esté relacionado con ello, sea promovida una sana devoción a la bienaventurada Virgen María, de acuerdo con la enseñanza de la Iglesia».

### Declaraciones oficiales

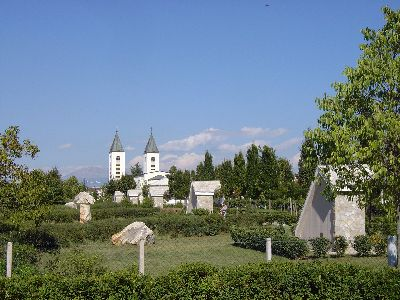
Iglesia de Međugorje y las estaciones del Rosario

Según las ''Normas de 1978'' (''Criterios de discernimiento de las apariciones y de las revelaciones''):
«1. Es al Ordinario (obispo de la diócesis) del lugar a quien le pertenece en un primer momento la tarea de investigar e intervenir.
2. Pero la Conferencia Episcopal regional o nacional puede verse llevada a intervenir:
a) si el Ordinario del lugar, tras haber cumplido con sus obligaciones, recurre a ella para poder estudiar el conjunto del caso.
b) si el hecho concierne igualmente a la región o a la nación, mediando el consentimiento previo del Ordinario del lugar.

3. La Sede Apostólica puede intervenir, ya sea a instancias del propio Ordinario, o bien a instancias de un grupo cualificado de fieles, debido al derecho inmediato de jurisdicción universal del Sumo Pontífice.
Este es por tanto el procedimiento que se ha seguido hasta ahora. Así, según René Laurentin, el 24 de abril de 1986, M. Žanić
«anuncia que va a darse un juicio negativo sobre las apariciones en el mes de mayo, y se presenta en Roma para proponer dicho juicio a la Congregación de la fe. Pero el cardenal Ratzinger le invita a disolver su Comisión y le retira la capacidad de emitir tal juicio, que será transferida a la Conferencia episcopal yugoslava».
 Esto es también confirmado por la historiadora Sylvie Barnay: 
 «Por primera vez (en la historia de los juicios de la Iglesia sobre apariciones), el obispo del lugar, el único habilitado para tomar la decisión, ha sido efectivamente desprovisto del expediente cuando se disponía a emitir un juicio negativo». 
Esta versión contradice el relato que daba en 1986, en su libro ''Último noticias de Medjugorje - La prolongación de las apariciones'' :
«El 2 de mayo de 1986, el obispo reunió a la comisión en el obispado de Mostar. (...) Tras la comida, el obispo pidió un voto secreto a cada miembro, apoyándose en un pliego de declaraciones de más o menos una página. Después declaró la disolución de la comisión. Desde ese momento, el asunto pasaba a estar en manos de Roma. El 15 de mayo era el día en que se debían entregar esos documentos. Pero el cardenal Ratzinger estaba ausente. Lo entregado es evidentemente el juicio negativo.
Eso concuerda con el comunicado conjunto del cardenal Kubarić y de monseñor Žanić del día 9 de enero de 1987. M. Žanić ha devuelto en un primer momento un dictamen negativo tras haber estudiado los hechos, y después, como lo prevén las Normas de 1978 cuando el fenómeno rebasa el marco de la diócesis, el obispo hizo un llamamiento a una comisión para ayudarle a estudiar mejor los hechos. Con el acuerdo del obispo, la Congregación para la Doctrina de la Fe fue informada de la transmisión del estudio del fenómeno a una comisión ampliada. Y felicitó igualmente al obispo por cumplir con el trabajo

El 10 de abril de 1991 en Zadar, la Conferencia episcopal de la ex-Yugoslavia declaraba:
«Con base en las investigaciones efectuadas hasta hoy, no es posible asegurar que se trate de apariciones o de revelaciones sobrenaturales».
El cardenal Tarcisio Bertone, recordando la carta que él envió en 1998 en tanto que secretario de la Congregación para la doctrina de la fe a M. Gilbert Aubry, escribía recientemente:
«Lo que M. Perić ha declarado en una carta al secretario general de Familia Cristiana, a saber, que “[su] convicción y su posición actual no es solo la de que no se ha comprobado la naturaleza sobrenatural, sino igualmente que se habría comprobado la naturaleza no sobrenatural de las apariciones o revelaciones de Medjugorje”, tiene que ser considerado como la expresión de una convicción personal del obispo de Mostar, el cual tiene todo el derecho, como Ordinario del lugar, a expresar lo que es y sigue siendo tan solo su parecer personal».
Después, añade:
«En cuanto a las peregrinaciones a Medjugorje que se desarrollan de modo privado, esta Congregación admite que están autorizadas siempre y cuando no sean consideradas como una validación de los acontecimientos en curso, los cuales aún requieren de un examen por parte de la Iglesia».

## Comisiones que investigan Medjugorje

### Primera comisión diocesana, 1982-1984
En enero de 1982, Žanić estableció la primera de dos comisiones para la investigación de las apariciones. La primera comisión estaba formada por cuatro miembros de la Autoridad Eclesiástica y estuvo activa de 1982 a 1984. La comisión diocesana formada en 1982 y reconstituida en 1984 llegó a una conclusión negativa sobre las apariciones de 1985 de que lo sobrenatural no estaba establecido.

### Segunda comisión diocesana, 1984-1986
En febrero de 1984, Žanić amplió la comisión inicial a quince miembros. Incluía nueve profesores de varias facultades teológicas y dos psiquiatras. La segunda comisión examinó al p. Crónicas de Tomislav Vlašić y diarios de Vicka Ivanković. Se descubrió que las Crónicas y los diarios no eran creíbles, con registros mantenidos de manera irregular, ingresados posteriormente y falsificados algunas partes de los diarios de Vicka Ivanković . La comisión le pidió a Vlašić que le entregara la Crónica, lo que hizo Vlašić, pero solo con un largo retraso y después de modificar la Crónica. En mayo de 1986, la Comisión declaró que no podía establecer que los hechos de Medjugorje fueran de carácter sobrenatural. 

### Conferencia Nacional de Obispos de Yugoslavia, 1987-1991
En enero de 1987, la Congregación para la Doctrina de la Fe eliminó el asunto del obispo local y colocó la decisión en manos de la Conferencia Nacional de Obispos de Yugoslavia, que creó una nueva investigación. La conferencia de obispos estuvo de acuerdo con la segunda comisión y dictaminó "non constat de sobrenaturalitate", declarando en abril de 1991 que no se puede confirmar que estén ocurriendo apariciones y revelaciones sobrenaturales y dejaría esa decisión para una fecha futura. La Conferencia había ordenado que no se organizaran peregrinaciones a Medjugorje bajo el supuesto de que era sobrenatural En su comunicado, la comisión hizo notar que, dado que muchos peregrinos vienen a Medjugorje de todo el mundo, estas personas necesitan atención y orientación pastoral. El Vaticano dejó en claro que a los obispos no se les permitía organizar peregrinaciones pero podían unirse a ellas. 
El obispo Žanić se jubiló en 1993 y su reemplazo, el obispo Peric, expresó su propia opinión personal de que las visiones de Medjugorje eran constat de non supernaturalitate (no es de naturaleza sobrenatural).

### Comisión de investigación internacional sobre Medjugorje
El 17 de marzo de 2010, la Oficina de prensa de la Santa Sede anunciaba en un comunicado la creación de una comisión de investigación internacional sobre Medjugorje, bajo la autoridad de la Congregación para la doctrina de la fe.
Presidida por el cardenal Camillo Ruini, está compuesta de los siguientes cardenales: 
- Jozef Tomko, prefecto emérito de la Congregación para la evangelización de los pueblos.
- Vinko Puljic, arzobispo de Vrhbosna (Bosnia Herzegovina).
- Josip Bozanić, arzobispo de Zagreb (Croacia).
- Julián Herranz, presidente emérito del Consejo pontificial para los textos legislativos.
- S.Ex. M. Angelo Amato, SDB, prefecto de la Congregación para las causas de los santos.

También pertenecen a ella: 
- M. Tony Anatrella
- M. Pierangelo Sequeri, profesor de teología
- P. David María A.jaeger, OFM, consultor del Consejo pontificial para los textos legislativos.
- P. Józef Kijas Zdzisław, OFM. Conv., asesor de la Congregación para las causas de los santos.
- P. Salvatore M. Perrella, OSM, profesor de mariología. Además

También pertenecen:
- Abad Achim Schütz, profesor de antropología teológica, con el cargo de secretario, y
- M. Krzysztof Nykiel, oficial de la Congregación para la doctrina de la fe, con el cargo de secretario adjunto.[62]

La primera sesión tuvo lugar el día 26 de marzo de 2010 en presencia de varios expertos: 
- Franjo Topic, profesor de teología (Bosnia y Herzegovina).
- P. Mijo Nikic, SJ, profesor de psicología (Croacia).
- P. Mihály Szentmártοni, SJ, profesor de espiritualidad (Roma). Y
- La Hermana Verónica Nela Gaspar, profesora de teología (Croacia).[63]

Según una declaración hecha el 14 de junio de 2011 por el cardenal Camillo Ruini, la comisión de investigación internacional estaría todavía lejos de poder producir una declaración autorizada sobre las apariciones de Medjugorje.
En febrero de 2012, el arzobispo de Sarajevo y miembro de la Comisión de investigación internacional sobre Medjugorje, el cardenal Vinko Puljić, ha expresado públicamente que la comisión desea concluir sus trabajos de aquí a finales de 2012, y que someterá el conjunto de sus conclusiones al papa para que este pueda emitir su juicio.
El 17 de enero de 2014, la Comisión ha terminado oficialmente su trabajo, y su informe ha sido remitido poco después a la Congregación para la Doctrina de la Fe, que tenía que transmitir al papa este informe después de haber añadido su parecer, con el fin de que el papa diera a conocer su decisión.

### El arzobispo de Viena
El cardenal Christoph Schönborn, miembro de la Congregación para la Doctrina de la Fe, se ha expresado regularmente estos últimos años acerca de la cuestión de la posición oficial de la Iglesia y de su significado. En septiembre de 2009, explica dicha posición en estos términos: «La no constatación de sobrenaturalidad quiere decir que no es seguro que sean sobrenaturales esos fenómenos, pero que no es algo que quede excluido [...] sino que queda como cuestión abierta [...]. Por el momento la Iglesia no se ha pronunciado.

He aquí lo que el cardenal explicó a los 1200 sacerdotes venidos de 75 países diferentes:
«Pasemos al sacramento de la reconciliación. La hermana Faustina llama a la confesión el «Tribunal de la Misericordia». ¿Que ocurre con este sacramento en nuestras vidas de sacerdotes y de obispos, y también en nuestra pastoral? ¿Cómo no plantearse esta cuestión aquí en Ars? En nuestros países de Europa, con algunas excepciones, tengo la impresión de que la práctica de este sacramento está enormemente en regresión, y en ciertas regiones está prácticamente desaparecida. Hay seguramente lugares señalados para la confesión hoy. Y pienso particularmente en Medjugorje. Me atrevo a hablar de esto porque después de 28 años se ha convertido en uno de los lugares más señalados para la confesión. ¡Millares y millares de personas se confiesan! ¿Y qué dice de ello la Iglesia? Nada más que una especie de simple aviso entre paréntesis, pues la posición oficial de la Conferencia episcopal de la ex-Yugoslavia y también de la Congregación para la Doctrina de la Fe es esta: "No constatación de sobrenaturalidad". Eso quiere decir que no está asegurado que sea sobrenatural, pero que no queda excluido; queda abierto. El juicio de la Iglesia no ha sido todavía emitido. (Y hay tres posibilidades: 'Constatación de sobrenaturalidad', 'No constatación de sobrenaturalidad', 'Constatación de no sobrenaturalidad'). De momento la Iglesia no se ha pronunciado, pero dice dos cosas más: - Como Medjugorje no ha sido aprobado oficialmente por la Iglesia, entonces no se puede organizar la peregrinación oficial. - Como hay muchos fieles que se reúnen en este lugar, es oportuno que se cuide la pastoral en él, que se acompañe pastoralmente a los fieles en este camino. Y esto es lo que se hace desde hace 28 años. Ciertamente que nuestros lugares de peregrinación son lugares señalados para la confesión. Esta es mi experiencia y es también la de muchos hermanos sacerdotes que han ejercido el ministerio de la confesión en los lugares de peregrinación. Pero especialmente en Medjugorje se han visto sorprendidos por la experiencia de la confesión.»
El cardenal Christoph Schönborn realizó una peregrinación de modo público a Medjugorje sin avisar al obispo de Mostar. Como consecuencia de la polémica suscitada por ello, y poco después de una audiencia privada concedida el 15 de enero de 2010 por el Papa, envió una carta de excusas a dicho obispo. El cardenal Schönborn, durante la festividad de Todos los Santos que se hizo en 2004, declaró en la televisión KTO: 
«(La posición) no ha cambiado desde las primeras opiniones de la conferencia episcopal de Yugoslavia, en aquellos tiempos. La congregación de la doctrina de la fe, de la cual soy miembro, ha confirmado dos veces lo mismo, que yo sepa, mediante cartas del secretario de la congregación. La fórmula empleada por los obispos de Yugoslavia en la época fue la de "no constatación de sobrenaturalidad", lo cual ni excluye ni afirma la sobrenaturalidad. Solo no se constata. No es una negación ni una afirmación. La conclusión es doble. El magisterio lo ha confirmado dos veces. Primeramente, no está permitido hacer peregrinación oficial a Medjugorje. "Oficial" quiere decir que no se puede hacer peregrinación diocesana a Medjugorje, lo que implica que no está prohibido ir en peregrinación no oficial. En segundo lugar, se pide explícitamente que exista un acompañamiento pastoral para aquellos que se reúnan en Medjugorje. Estas dos afirmaciones han sido de nuevo confirmadas por M. Bertone. Creo que esta es una posición muy clara. No intentemos tirar hacia un lado o hacia el otro, sino que conservemos esta sobriedad del Magisterio de la Iglesia en relación a este fenómeno cuyo juicio definitivo no se dará ciertamente más que cuando acaben los fenómenos, ya que la Iglesia no va a dar un cheque en blanco para las revelaciones privadas que quizá estén por venir.»

### El cardenal José Saraiva Martins
El cardenal José Saraiva Martins, rector de la Pontificia Universidad Urbaniana y antiguo prefecto de la Congregación para las Causas de los Santos se ha expresado el 12 de enero de 2010 en una entrevista dada a Gianluca Barile:
«No sé si estas apariciones han sido inventadas o si tienen que ver con intereses económicos; lo que es seguro, en casos así, es que en ello puede estar la mano del diablo. Pero Dios es tan grande que él sabe cómo servirse incluso del mal para el bien de la humanidad. De esta manera es posible dar una explicación de las bondades que numerosas personas declaran recibir en Medjugorje.
También recuerda la posición actual de la Iglesia sobre el asunto:
«No hay ninguna duda: las apariciones no deberían ser consideradas como auténticas, en tanto que no están aprobadas por la Iglesia por la persona del Santo Padre.
Asimismo, señala la posición que debe adoptar un peregrino que se encuentre en Medjugorje:
«No debe creer que está asegurado que sean auténticas las apariciones, ni tampoco debe convencerse allí de que las apariciones sean auténticas; por consiguiente, debe reunirse para rezar, pero no para admitir, por haber acudido al lugar, la verdad de unos fenómenos cuya aprobación depende única y exclusivamente de la Iglesia».
En cuanto a los ''frutos'' positivos que bastarían para poder reconocer la existencia de un fenómeno sobrenatural, añade:
«[...] ya sean las conversiones, pero también las curaciones, todo eso no basta como argumento suficiente para validar la tesis de la autenticidad de las apariciones. No vale decir que la Señora se aparece solo porque la gente se convierta en ese lugar».
Sobre los videntes mismos, los incluye en sus reservas
«Como ya lo he dicho, los pequeños pastores de Fátima se han vuelto humildes y han elegido el silencio. Pero en Medjugorje no sé si eso es lo que ocurre. La hermana Lucía (uno de los niños de Fátima) entró en un convento, pero en Medjugorje nadie ha escogido la vida consagrada. La misma Hermana Lucía ha puesto por escrito los secretos que le han sido confiados por parte de Nuestra Señora, mientras que en Mejdugorje continúan guardándoselos para ellos mismos. No, no veo nada en común entre Fátima y Medjugorje».

### El secretario de Estado de la Santa Sede
El cardenal Bertone, secretario de Estado de la Santa Sede, y antiguo secretario de la Congregación para la Doctrina de la Fe, escribió esto en una obra publicada en 2007 en italiano:
«Las declaraciones del obispo de Mostar reflejan una opinión personal, no son un juicio definitivo y oficial de la Iglesia. Todo se remite a la declaración de Zadar de los obispos de la ex-Yugoslavia en abril de 1991, declaración que deja la puerta abierta a futuras investigaciones. Las comprobaciones deben por tanto continuar. Y mientras tanto se permiten las peregrinaciones privadas con acompañamiento pastoral. Finalmente, todos los peregrinos católicos pueden reunirse en Medjugorje, lugar de culto mariano donde es posible realizar toda expresión de cualquier forma de devoción

### El director de la Oficina de prensa de la Santa Sede
El diario La Cruz daba este titular el día 6 de junio de 1996: «El Vaticano confirma que las peregrinaciones a Medjugorje están prohibidas». Dos meses más tarde, ante este error que también transmitieron otros periódicos extranjeros, el director de la Oficina de prensa de la Santa Sede, Joaquín Navarro-Valls, deseaba aportar la siguiente aclaración:
«No podemos decir a la gente que no pueden ir a Medjugorje a menos que las apariciones no hayan sido demostradas como falsas. Eso no ha sido declarado así, cada cual puede ir por tanto a reunirse si lo desea [...]. A la vista de lo que el arzobispo Bertone ha escrito, se podría pensar que hasta ahora todo está prohibido, que los católicos no pueden reunirse en Medjugorje. En realidad, nada ha cambiado, no se ha dicho nada nuevo [...]. El problema es que si se organizaran peregrinaciones con el Obispo y con la Iglesia, se daría una aprobación canónica a los acontecimientos de Medjugorje [...]. Eso es diferente de un grupo yendo en peregrinación acompañado por un sacerdote para que el grupo se pueda confesar [...]. Temo que las palabras del arzobispo Bertone hayan podido ser interpretadas de una manera restrictiva. ¿Acaso la Iglesia y el Vaticano han dicho que "no" ante el hecho de que los católicos vayan a Medjugorje? No es así. [...] La diferencia, en términos del derecho canónico, es que una peregrinación oficial, organizada por la diócesis con el obispo, es un modo de dar sanción jurídica a los hechos; con eso se diría: "esto que sucede es verdadero"

### El cardenal Maradiaga
Según el semanal La Vida, el cardenal Óscar Andrés Rodríguez Maradiaga se ha pronunciado a favor de las apariciones.

### El obispo exorcista de Isernia-Venafro
M. Andrea Gemma es obispo emérito de la diócesis de Isernia-Venafro, en la región de Molise (Italia) (retirado el 5 de agosto de 2006). Como todos los obispos del mundo, tiene la facultad de ser exorcista. Interrogado por el diario en línea Petrus, el 6 de mayo de 2008, declaraba:
«Es un fenómeno absolutamente diabólico, alrededor del cual gravitan numerosos intereses ocultos. El obispo se lamenta repetidamente que el dinero gravite en torno al fenómeno con las peregrinaciones, el alojamiento, las ventas de artilugios.
Y critica severamente a los videntes:
«son desobedientes a la Iglesia, y habrían tenido que retirarse en la vida privada en vez de continuar propagando sus mentiras con un objetivo lucrativo, ¡haciéndole el juego al diablo! (...) Como he dicho antes, el Vaticano ha prohibido las peregrinaciones por parte de los sacerdotes a este lugar, y ya ha hablado por la boca de dos Obispos sucesivos en el curso de los años recientes en Mostar, M. Zanič y M. Perić, con los cuales yo he hablado personalmente y siempre me han expresado sus dudas. (...) La verdad es que cuando el obispo de Mostar habla, la Iglesia de Cristo habla a través de él, que se expresa con la autoridad que le es conferida por el Vaticano, con la cual debemos contar. Los impostores de Medjugorje continúan viviendo cómodamente en el mundo sin mostrar ningún tipo de amor, ni para Dios ni para la Iglesia».

### Comisión Ruini, la comisión internacional del Vaticano, 2010-2014
En 2010, el papa Benedicto XVI creó una comisión internacional del Vaticano para estudiar Medjugorje. La Santa Sede anunció que había establecido una comisión, encabezada por el cardenal Camillo Ruini, para examinar el fenómeno de Medjugorje. Otros miembros destacados de la comisión incluyeron a los cardenales Jozef Tomko, Vinko Puljić, Josip Bozanić, Julián Herranz y Angelo Amato, así como a psicólogos, teólogos, mariólogos y canonistas. La comisión se estableció para "recopilar y examinar todo el material" y publicar un "informe detallado" basado en sus hallazgos. Se le encomendó evaluar las supuestas apariciones y hacer recomendaciones pastorales apropiadas para aquellos peregrinos que continuaron yendo a Medjugorje a pesar de la prohibición de peregrinaciones oficiales. La comisión estuvo activa hasta el 17 de enero de 2014. 

La Comisión Ruini hizo una distinción entre las primeras apariciones desde el 24 de junio de 1981 hasta el 3 de julio de 1981, con 13 votos a favor de que esas apariciones fueran de origen "sobrenatural", un voto en contra y un experto con un voto suspensivo. Según Andrea Tornielli, la comisión señaló que:
"los videntes fueron tomados por sorpresa por la aparición, y que nada de lo que habían visto fue influenciado por los franciscanos de la parroquia ni por ningún otro sujeto. Se resistieron a contar lo sucedido a pesar de siendo arrestados por la policía y amenazados de muerte. La comisión también rechazó la hipótesis de un origen demoníaco de las apariciones".
En cuanto al resto de las apariciones, la comisión los encontró influenciados por una fuerte interferencia causada por el conflicto entre los franciscanos de la parroquia y el obispo. La comisión consideró que las visiones posteriores estaban "preanunciadas y programadas", y continuaron a pesar de que los videntes afirmaron que terminarían.
Además, la Comisión encontró que no hubo curaciones milagrosas relacionadas con las apariciones en Medjugorje. 
En cuanto a los frutos pastorales de Medjugorje, la comisión votó en dos fases. Primero se enfocaron en los frutos espirituales de Medjugorje pero dejando de lado los comportamientos de los videntes. Votaron seis a favor del resultado positivo, siete afirmaron que son mixtos y la mayoría son positivos, y los otros tres expertos afirmaron que los frutos son una mezcla de positivos y negativos. En la segunda fase, tomando en consideración el comportamiento de los videntes, doce miembros manifestaron que no podían expresar su opinión, y los otros dos miembros votaron en contra del origen sobrenatural del fenómeno. 
La comisión respaldó el fin de la prohibición de las peregrinaciones organizadas en Medjugorje. Cindy Wooden escribió que la comisión recomendó que el Papa "designe la iglesia parroquial de St. James de la ciudad como un santuario pontificio con supervisión del Vaticano". 
El Informe Ruini se completó en 2014 y fue recibido por el papa Francisco . Tras examinarlo, el papa asignó al arzobispo polaco Henryk Hoser una "misión especial de la Santa Sede" con el fin de explorar la situación pastoral. El 7 de mayo de 2015, el papa Francisco anunció que los resultados se publicarían pronto. El 11 de junio de 2015, el principal portavoz del Vaticano comunicó que no se esperaba ninguna decisión hasta el otoño de 2015. 

Andrea Tornielli de Vatican Insider escribió que el informe fue visto con algunas reservas por la Congregación para la Doctrina de la Fe dirigida por el cardenal Gerhard Ludwig Müller , que expresó dudas sobre las apariciones y el "informe Ruini, considerado una contribución autorizada para ser comparada con otras opiniones e informes". Según eKai, Müller dijo en abril de 2017 con respecto a Medjugorje: "Tenemos que esperar mucho tiempo para que se confirme la autenticidad de las apariciones en Medjugorje". Señaló que mientras el arzobispo Hoser se centra en la regulación de las cuestiones pastorales, la Congregación para la Doctrina de la Fe se ocupa de la veracidad de las supuestas visiones. eKai señala que Müller dijo que: 
La Congregación examina la "veracidad de su mensaje para presentar los resultados de nuestro trabajo al Santo Padre para que pueda decidir y declarar su veracidad".  
eKai informa que Müller también dijo: 
"no podemos separar la cuestión pastoral de la cuestión de la veracidad de las apariciones". 
Según Sor Bernadette Mary Reis, el 31 de mayo de 2018, el papa Francisco nombró al Arzobispo Hoser por segunda vez “como visitador apostólico especial para la parroquia de Medjugorje” con un mandato de “un período indefinido…” a discreción del Papa. El arzobispo Hoser fue designado por el apa Francisco para evaluar la calidad del cuidado pastoral que la gente estaba recibiendo en Medjugorje. 
La comisión respaldó el fin de la prohibición de las peregrinaciones organizadas en Medjugorje. La comisión recomendó que la iglesia parroquial de St. James de la ciudad se convirtiera en un santuario pontificio con la supervisión del Vaticano. El Informe Ruini se completó en 2014 y fue recibido por el apa Francisco .

## Posición de los papas
La posición oficial de la Iglesia católica en relación con estos fenómenos se remite siempre a la declaración de la Congregación para la Doctrina de la fe hecha el 26 de mayo de 1998. (Ver arriba). La siguiente sección presenta diversas opiniones de orden pastoral personal, que tienen que ser consideradas como tales.

### El papa Juan Pablo II
Según el historiador Robert Orsi en su libro Historia y presencia : 
"Nuestra Señora de Medjugorje atrajo a un gran número de seguidores internacionales que incluían a muchos miembros de la jerarquía católica, entre ellos el papa Juan Pablo II".  
Juan Pablo II, en la tradición católica, deja la decisión sobre la aparición de Medjugorje al clero local. Al mismo tiempo, se sabe comúnmente que simpatiza con el sitio mariano de Medjugorje. El apoyo del papa a Medjugorje fue tácito y sirvió a las razones de política exterior del Vaticano durante la década de 1980. Es decir, en ese momento, el Vaticano estaba brindando apoyo a los Estados Unidos para derrocar al bloque comunista en Europa del Este. Hay una serie de declaraciones atribuidas al papa Juan Pablo II sobre el fenómeno de Medjugorje. Algunas de estas declaraciones fueron negadas. Joseph Ratzinger, más tarde Papa Benedicto XVI, como jefe de la Congregación para la Doctrina de la Fe, cuando se le presentó una lista de declaraciones, respondió:
“Solo puedo decir que las declaraciones sobre Medjugorje atribuidas al Santo Padre y a mí son meras fabricaciones. " (" frei erfunden ") 
Muchas otras afirmaciones similares que apoyan el fenómeno de Medjugorje se atribuyeron no solo al Papa, sino a muchos otros funcionarios de la Iglesia, y ninguno de ellos fue probado como auténtico. Una de esas afirmaciones del obispo Pavol Hnilicafue negado por la Secretaría de Estado del Vaticano. 
Según Monseñor Peric, tanto Juan Pablo II como Benedicto XVI apoyaron los juicios de los obispos locales. El secretario privado del Papa, Stanisław Dziwisz , declaró que el Papa había confiado todo el asunto a la Congregación para la Doctrina de la Fe y a partir de entonces, mantuvo "una distancia prudente". El Papa Juan Pablo II supuestamente le confió a varios confidentes católicos lo que sentía por Medjugorje. El Vaticano nunca ha confirmado esas declaraciones. 

El apologista cristiano Patrick Madrid caracteriza el testimonio de los partidarios de Medjugorje sobre cómo el Papa Juan Pablo II favoreció la autenticidad de las apariciones como "apócrifas".
No tengo conocimiento de que el Santo Padre alguna vez haya comentado públicamente, de una forma u otra, ya sea verbalmente o por escrito, sobre Medjugorje.... Hastan numerosos casos de comentarios privados supuestamente hechos por El papa Juan Pablo II sobre Medjugorje, pero ninguno que yo sepa que haya sido verificado con documentación, como grabaciones de video o audio. Lea detenidamente estos comentarios y verá que todos son de tercera mano. 
Daniel Klimek en su libro, Medjugorje and the Supernatural , señala que Slawomir Oder dedicó una sección de su libro a examinar la devoción de Juan Pablo II por las apariciones de Medjugorje. También escribió que Oder fue designado como postulador para defender la canonización de Juan Pablo II. Oder escribió que fue nombrado el 13 de mayo de 2005 por el cardenal Camillo Ruini y que su libro Por qué es un santo relata el trabajo que realizó durante el proceso de revisión de los volúmenes de material recopilado y confiado a él. Según Oder, Juan Pablo II confió en privado a otros que sentía que los eventos de Medjugorje eran genuinos. 
Según Paul Kengor, en mayo de 1982 el obispo Pavol Hnilica , cercano a la Madre Teresa y al Papa Juan Pablo II, viajó a Rusia con el confesor y consejero espiritual de la Madre Teresa, Monseñor Leo Maasburg, para estar presente en Rusia, cuando el Papa Juan Pablo II consagró Rusia al Inmaculado Corazón de María el 13 de mayo de 1982. Marie Czernin escribió que cuando Hnilica regresó a Roma, el Papa Juan Pablo II se reunió con él y le dijo, entre otras cosas, "Medjugorje es la continuación de ¡Fátima, es la culminación de Fátima!" Hnilica fue miembro de la Secretaría del "Comité Reina de la Paz", junto con otros destacados partidarios del fenómeno de Medjugorje, incluidos Jozo Zovko ySlavko Barbaric . 

Antonio Gaspari de Inside the Vatican escribió que el Papa dijo:
"Si yo no fuera el Papa, probablemente ya habría visitado Medjugorje". 
Según Antonio Gaspari, el cardenal Frantisek Tomasek, arzobispo emérito de Praga, escuchó al Papa Juan Pablo II decir que si no fuera Papa, le hubiera gustado estar en Medjugorje ayudando con las peregrinaciones. 

Según Daniel Klimek, Mirjana Dragicevic, una de las videntes, asistió a una audiencia general en la basílica de San Pedro en Roma en julio de 1987 y cuando Juan Pablo II descubrió quién era, la invitó a una reunión privada para la mañana siguiente en Castel. Gandolfo, la residencia privada del Papa. Durante su conversación, esto fue lo que dijo respecto a Medjugorje: 
“Pide a los peregrinos de Medjugorje que oren por mis intenciones. Lo sé todo sobre Medjugorje. He seguido los mensajes desde el principio. Cuida mucho de Medjugorje, Mirjana. Medjugorje es la esperanza para el mundo entero. Si no fuera Papa, habría ido a Medjugorje hace mucho tiempo”. 
El cardenal Dziwisz dijo:  
“Puedo excluirlo en los términos más enérgicos. Dicen que una de las videntes, aunque no está claro si era Mirjana o Vicka, llegó un día a la audiencia general y saludó al Papa cuando pasaba. Pero él no le dijo nada. De lo contrario, se habría acordado. Además, el Papa ni siquiera se había dado cuenta de quién era". 
Marek y Zofia Skwarnicki, amigos personales de Juan Pablo II, pusieron a su disposición cartas que les escribió en polaco, refiriéndose positivamente a Medjugorje. Klimek escribió que “en una carta, Juan Pablo II hizo referencia directa a la presencia de la Virgen María en Medjugorje”. Denis Nolan señala que Juan Pablo II escribió en el reverso de una imagen de un santo que regala a los Skwarnicki: 
"Doy gracias a Zofia por todo lo relacionado con Medjugorje. Yo también voy allí todos los días en oración: estoy unido a todos los que están orando allí y que reciben desde allí el llamado a la oración. Hoy entendemos mejor el llamado”. 

Según la periodista Mary Rourke, Jozo Zovko, el pastor franciscano durante las supuestas apariciones, el 17 de junio de 1992, se reunió con Juan Pablo II en Roma durante las guerras en la ex Yugoslavia. El Papa dijo con respecto a Medjugorje:  

"Les doy mi bendición. Tengan valor, estoy con ustedes. Digan a Medjugorje que estoy con ustedes. Protegen a Medjugorje. Protegen los mensajes de Nuestra Señora".   

Rourke también escribió que Zovko dijo:  
"el Papa me estrechó la mano con mucha firmeza y dijo: 'Guarda a Medjugorje, protege a Medjugorje'". 
Antonio Gaspari escribió que durante una reunión con el Superior General de la Orden Franciscana, el Santo Padre preguntó: 
"Han estado cayendo bombas alrededor de Medjugorje y, sin embargo, Medjugorje nunca sufrió daños. ¿No es esto quizás un milagro de Dios?" 
Paul Kengor escribió en su libro Un Papa y un Presidente que Juan Pablo II dijo:
"Si se están convirtiendo, orando, ayunando, confesándose y haciendo penitencia, que vayan a Medjugorje".

Según el Diccionario de las "apariciones" de la Virgen María, el papa Juan Pablo II:
«ha manifestado su deseo de ir a Međugorje y ha dado muestras repetidas de apoyo a los encuentros que allí ocurren».
Uno de los sacerdotes franciscanos de la parroquia, el padre Slavko Barbaric, declaraba:
«El Vaticano no se pronuncia, y eso es muy normal ; pero el Papa mismo está al corriente, y es muy favorable».
 El padre René Laurentin afirmaba en 1986 que había: 
 «visto varias veces al Papa. He podido enviarle mis libros, y he podido saber que los ha leído muy atentamente en los veranos de 1984 y 1985». 
 El padre Daniel-Ange se preguntaba:  
 «Por qué ocultar aquello que, con centenares de indicios, parece ser la actitud personal del Santo Padre (habiendo amigos suyos polacos, que siguen siendo íntimos del Papa, y que me lo han confirmado)». 
 No obstante, en una carta datada del 23 de mayo de 1985, el secretario de la Congregación para la Doctrina de la fe, el arzobispo Alberto Bovone, ponía en guardia al episcopado italiano sobre las presiones ejercidas por los partidarios de Medjugorje:  
 «Finalmente, para evitar el crecimiento de esta propaganda […] aprovechamos la circunstancia para aconsejar al episcopado italiano a que desaliente públicamente las peregrinaciones al supuesto centro de apariciones mencionado aquí, así como cualquier otra forma de publicidad, especialmente la que se hace de forma editorial». 
 Asimismo, en una carta datada del 22 de julio de 1998 y dirigida a uno de sus correspondientes alemanes, el cardenal Joseph Ratzinger, entonces Prefecto de la Congregación para la doctrina de la fe, niega categóricamente estos rumores de indulgencia papal: «Yo os he de decir que todas las declaraciones (positivas) sobre Medjugorje, que ciertas personas atribuyen al Papa y a mí mismo, son puras invenciones.  En 2005, el editor polaco ''Świat Książki'' publicaba la correspondencia del papa Juan Pablo II con dos de sus amigos, que lo habían sido por muchos años: Zofia y Marek Skwarnicki. En ella se puede leer este párrafo a propósito de Medjugorje:  
 «Gracias Zofia por todo lo que concierne a Medjugorje. Soy igualmente un peregrino más, cotidiano, para la oración, y me uno a los rezos de todos aquellos que allí lo hacen -o que escuchan la llamada a la oración que se hace en ese lugar. Hoy tenemos una mejor comprensión de esta llamada. Estoy contento de que en nuestra época no falten hombres de oración y apóstoles». 
 En enero de 2010, M. Slawomir Oder, que estaba a cargo de redactar el expediente de la beatificación de Juan Pablo II, publicaba un libro, ''Por qué es santo'', en el cual afirmaba que Juan Pablo II decía lo siguiente sobre Medjugorje:  
 «Si no fuera papa, estaría ya en Medjugorje para confesarme». 
 Esta revelación fue desmentida por un biógrafo de Juan Pablo II, coautor con él de Dono e mistero, y antiguo director del Osservatore Romano, Gianfranco Svidercoschi. Este recuerda que el Osservatore Romano ha decidido no conceder ni una sola línea a la publicación de esta obra, y explica que: 
 «la frase sobre el deseo de ir a Medjugorje no puede ser interpretada como una aprobación de las apariciones de María a las videntes bosnias: si Juan Pablo II hubiera estado convencido, las habría aprobado, y no es que no haya tenido tiempo para hacerlo, habiendo reinado durante más de veinte años después de la aparición de los fenómenos, ni tampoco su carácter era el de eludir sus responsabilidades en cuestiones tan delicadas: basta con recordar su decisión de publicar el secreto de Fátima,,. 

### Papa Benedicto XVI (2005-2013)
Ni el Papa Benedicto XVI ni la Congregación para la Doctrina de la Fe fueron considerados pro-Medjugorje. Durante el pontificado de Benedicto, los funcionarios del Vaticano en general desconfiaban de los franciscanos que controlaban a los videntes y promovían los supuestos mensajes y apariciones de Nuestra Señora. Cuando Benedicto XVI renunció al papado, muchos seguidores de Medjugorje se sintieron aliviados. 
Al igual que el Papa Juan Pablo II, muchas declaraciones afirmativas sobre Medjugorje se atribuyeron al Papa Benedicto XVI cuando aún era cardenal, que en julio de 1998 descartó como "meras fabricaciones". 

El obispo Perić visitó Roma en 2006 e informó que en su conversación con el Papa Benedicto XVI sobre el fenómeno de Medjugorje, el Papa dijo: 
"Nosotros en la congregación siempre nos preguntamos cómo puede un creyente aceptar como auténticas las apariciones que ocurren todos los días y durante tantos años".?" 
En 2009, el papa Benedicto XVI laicizó al ex director espiritual de los supuestos videntes Tomislav Vlašić . 
En 2010, el papa Benedicto XVI creó una comisión internacional del Vaticano, la Comisión Ruini, para estudiar Medjugorje. El trabajo de la comisión fue difícil desde el principio debido al desacuerdo de los miembros. Algunos de los miembros clave sintieron que la comisión no podía tomar ninguna decisión mientras ocurrían las supuestas apariciones y dejaron de asistir a las reuniones de la comisión. Sin embargo, al final del mandato de Benedicto, la comisión no había completado su trabajo y sus resultados fueron heredados por el sucesor de Benedicto, el Papa Francisco.

### Papa Francisco (2013-2025)
En una entrevista de mayo de 2017, el Papa Francisco comentó sobre los hallazgos de la comisión encabezada por el cardenal Camillo Ruini , afirmando que el informe decía sobre las apariciones iniciales que "deben seguir siendo estudiadas" y expresó dudas sobre las apariciones posteriores. También expresó su propio recelo hacia las apariciones diciendo que prefiere "la Virgen como Madre, nuestra Madre, y no una mujer que es la jefa de la oficina telegráfica, que envía un mensaje todos los días". 
The Rome Reports informó que el Papa dijo que "hay personas que van allí y se convierten, personas que encuentran a Dios y sus vidas cambian", y "este es un hecho espiritual y pastoral que no se puede negar". 
El presidente croata, Zoran Milanović , tras reunirse con el Papa en noviembre de 2021, comentó que la "comercialización de Medjugorje es un obstáculo para la regulación seria del estatus de Medjugorje" y añadió que "sería bueno que la Gospa dejara de aparecer todos los días".

#### Evaluación pastoral
En febrero de 2017, sor Bernadette Mary Reis de Vatican News informó que el Papa Francisco nombró al arzobispo polaco Henryk Hoser como enviado especial para "adquirir un conocimiento más profundo de la situación pastoral en Medjugorje" y "sobre todo, las necesidades de la fieles que vienen a peregrinar” para “sugerir iniciativas pastorales para el futuro”. 
En 2017, alrededor de dos millones de personas de unos ochenta países de todo el mundo visitaron Medjugorje. El arzobispo informó de sus hallazgos al Papa en el verano de 2017. 
El 31 de mayo de 2018, el Papa Francisco nombró al Arzobispo Hoser por segunda vez como enviado especial, visitador apostólico, para Medjugorje con un mandato de duración prolongada a discreción del Papa. El arzobispo Hoser fue designado por el Papa Francisco para evaluar la calidad del cuidado pastoral que la gente estaba recibiendo en Medjugorje. Cindy Wooden, de Catholic News Service, escribió que la Comisión Ruini había recomendado que la iglesia parroquial de St. James de la ciudad se convirtiera en "un santuario pontificio con supervisión del Vaticano" y levantara la prohibición de peregrinaciones, tanto diocesanas como parroquiales. Wooden escribió que el padre Perrella dijo que, desde una perspectiva pastoral, esto reconocería la devoción, la oración y las conversiones de los millones de personas que viajan a Medjugorje y "aseguraría que 'un pastor y no una agencia de viajes' esté a cargo de lo que sucede allí". 

Según Marshall Connolly de la compañía de medios California Network, lo que presenció Hoser convenció al arzobispo de que algo genuino había sucedido. Según Catholic Online, Hoser le dijo a la agencia de noticias católica polaca, KAI, 
"Todo indica que las revelaciones serán reconocidas, tal vez incluso este año".  
Y agregó: 
"Específicamente, creo que es posible reconocer la autenticidad de las primeras apariciones como lo propuso la comisión Ruini". 
El arzobispo polaco Henryk Hoser, visitador apostólico especial de la parroquia de Medjugorje desde febrero de 2017, murió el viernes 13 de agosto de 2021 en el Hospital del Ministerio del Interior en Varsovia, Polonia. El 27 de noviembre de 2021, el Papa Francisco nombró a un nuevo visitador apostólico, el arzobispo Aldo Cavalli, para la parroquia de Medjugorje.

#### Autorización de peregrinaciones oficiales
Según Elise Harris, el 12 de mayo de 2019, el Papa Francisco autorizó las peregrinaciones a Medjugorje considerando el número significativo de personas que vienen a Medjugorje y "los abundantes frutos de gracia que brotan de ella". Si bien ahora las diócesis y las parroquias pueden organizar peregrinaciones oficialmente, el permiso no abordó las cuestiones doctrinales aún pendientes relacionadas con la autenticidad de las supuestas visiones. En consecuencia, el Visitador Apostólico "tendrá mayor facilidad —junto con los obispos de estos lugares— de establecer relaciones con los sacerdotes que organizan estas peregrinaciones" para que sean "sanas y bien preparadas". El primer evento autorizado fue el Trigésimo Festival Anual de la Juventud, que tuvo lugar del 1 al 6 de agosto de 2019. Durante la peregrinación, participaron aproximadamente 50.000 jóvenes católicos de todo el mundo.

## Controversias

### El «caso de Herzegovina»
Deseando resolver un litigio entre los franciscanos y los clérigos de la diócesis en lo relativo a las cargas pastorales en las parroquias de Herzegovina, la Congregación para la Evangelización de los Pueblos publicó un decreto en 1975 que ordenaba la transferencia de la carga pastoral a clérigos seculares (es decir, de ninguna orden) de las parroquias de Blagaj, Jablanica, Ploče, Nevesinje, Čapljina, Humac, así como en una parte de Mostar. Este decreto toma también en consideración el contexto histórico de la presencia franciscana en la región:
«En estas regiones, que atestiguan una gran fe, donde este fuego que el Cristo ha traído a la tierra siempre se ha mantenido vivo a pesar de pasar unas pruebas tan duras... y en este lugar, más concretamente, donde ha sido gracias al intenso y loable celo del espíritu apostólico de los franciscanos que durante tantos años han sufrido una miseria considerable y han contribuido a que el reino de Cristo se expanda y se reafirme en este pueblo.
El litigio no está todavía totalmente resuelto, como atestigua una reciente homilía de M. Perić:
«[...] algunos sacerdotes, que han sido excluidos de la orden franciscana por las autoridades superiores de la orden por motivos de su desobediencia al Santo Padre, han conservado a la fuerza y tras varios años diversas iglesias y parroquias en su lista de iglesias. En esas parroquias, actúan no solo ilegalmente, sino que confieren los sacramentos de una manera sacrílega, y de maneras que no son válidas, como ocurre en el caso de la confesión y de la confirmación, o cuando han participado también en la celebración de matrimonios no válidos»..
Para la parroquia de Medjugorje, la situación sigue sin cambios desde su fundación en 1892. La legitimidad de su carga pastoral confiada a los franciscanos no ha sido nunca puesta en duda, y ninguno de los sucesivos obispos ha pedido que Medjugorje sea transferido y puesto a cargo del clero secular.

### Conflicto con el obispo con relación a los fenómenos de Medjugorje
Las relaciones son cada vez más difíciles entre el obispo, la única autoridad válida en la jerarquía católica local, y la orden de los franciscanos. El obispo de Mostar prohibió en junio de 2009 que este lugar sea calificado de «santuario». Las autoridades diocesanas prohíben sobre todo a los franciscanos difundir los mensajes de las pretendidas visiones y comentarlas.

### Reconocimiento del estatus de santuario
Según el código canónico, Medjugorje no es un santuario. Efectivamente, es previsto que:
:«Can. 1230 - Por santuario se entiende una iglesia o algún otro lugar sagrado donde los fieles se reúnen en gran número en peregrinación por un motivo particular de piedad con la aprobación del Ordinario del lugar. 
Can. 1231 - Para que un santuario pueda ser llamado "nacional", se precisa de la aprobación de la conferencia de los Obispos; para que pueda ser llamado "internacional", se precisa de la aprobación de la Santa Sede.»
M. Franjo Kuharić, en aquellos tiempos arzobispo de Zagreb y presidente de la Conferencia episcopal de Yugoslavia, declaró en 1993 al interpretar la Declaración de Zadar:
«Nosotros, obispos, después de los tres años de estudios llevados a cabo por la Comisión, hemos admitido a Medjugorje como lugar de peregrinación, como santuario. Eso significa que no tenemos nada en contra de que cualquiera venere a la Madre de Dios, de la forma y de acuerdo a las enseñanzas de la Iglesia, y con fe»..
Sin embargo, la conferencia de los Obispos no ha confirmado oficialmente que Medjugorje sea un santuario nacional, y la Declaración de Zadar no hace mención de ello.

Mgr Ratko Perić, escribió en 1995: 
«Ni el obispo del lugar, como superior de la diócesis local y de la Iglesia de Mostar-Duvno, ni ninguna instancia competente, han declarado hasta ahora oficialmente que la iglesia parroquial de Medjugorje dedicada a Santiago apóstol sea santuario mariano. Nadie ha aprobado el "culto" a la Gospa fundado en las pretendidas apariciones. Al contrario, debido a lo discutible de los hechos, se tiene prohibido hablar de la naturaleza sobrenatural de las «apariciones y revelaciones» desde el altar, en la iglesia, y también está prohibido organizar peregrinaciones oficiales en nombre de las parroquias, de las diócesis, y en nombre de la Iglesia en general. Nuestra antigua Conferencia episcopal y la misma Santa Sede han publicado estos avisos y otros parecidos. El que no haga caso a esto está actuando en contra de la posición oficial de la Iglesia que, después de 14 años de pretendidas apariciones y a pesar de la propaganda comercial bien desarrollada, permanece siendo la posición actual válida para la Iglesia»..
En una carta fechada el 23 de marzo de 1996, el cardenal Bertone respondía, como secretario de la Congregación para la Doctrina de la Fe a las preguntas del obispo de Langres, M. Taverdet, sobre «la actual posición de la Iglesia en cuanto a las presuntas "apariciones a Medjugorje" y sobre si estaba permitido a los fieles católicos de reunirse para la peregrinación». Y entonces recordaba también la declaración de Zadar y precisaba:
«que no está permitido organizar peregrinaciones oficiales a Medjugorje si se entiende que en este lugar hay apariciones auténticas, ya sea en el nivel parroquial o diocesano, porque eso entraría en contradicción con lo que los obispos de la ex-Yugoslavia han afirmado en la mencionada Declaración».
Confirmaba también que la Santa Sede no había dado la aprobación al estatus de santuario internacional.

### Controversia con el padre Jozo Zovko
El padre Jozo Zovko tiene prohibido practicar los sacramentos y fue suspendido por sus superiores el día 14 de junio de 1994. A pesar de los llamamientos al orden que se le hacen, no acata la decisión de la jerarquía, al verse reforzado y confortado por los mensajes que habría dirigido la Virgen, en este sentido, a los videntes. En 2008, el provincial de los franciscanos de Herzegovina ha aceptado finalmente desplazarlo a otro lugar.

Estos actos contribuyen a crear confusión sobre la autenticidad de las apariciones, ya que contradicen ciertos elementos de la ''Crónica parroquial'' en relación con el padre Jozo Zovko : 
«Jakov y Vicka han dicho que han visto a Nuestra Señora y al padre Jozo. El hermano Jozo estaba alegre. Los niños han visto el tribunal y una persona importante en el centro (probablemente el juez principal). Nuestra Señora le ha dicho que el proceso no ha terminado, y que él continúa. También ha dicho que a él (al hermano Jozo) no le van a juzgar severamente, y que no se preocupen por él, ya que es un santo, como ya les había dicho antes. También ha dicho que el hermano Jozo desea que los niños perseveren en la oración.,

### Fr. Tomislav Vlašić
El 28 de julio de 2009 , el Papa aceptó la solicitud del padre Tomislav Vlašić para una reducción del estado laico . El padre Vlašić, ex párroco de Međugorje y durante muchos años guía espiritual de los visionarios, fue investigado por el Vaticano por haber difundido "herejías", por "manipulación de conciencias" y por haber tenido relaciones sexuales con una monja. La renuncia al sacerdocio evitó la excomunión por herejía  . La Iglesia ha prohibido expresamente a Vlašić discutir cualquier tema religioso o mencionar el nombre de Međugorje incluso en público. En los primeros años de las apariciones, la Virgen María, en algunos mensajes, había emitido juicios favorables sobre el padre Tomislav Vlašić.

El sacerdote franciscano Tomislav Vlašić, que ha sido durante varios años el director espiritual de los seis videntes de Medjugorje, y que ha sido objeto de una sanción en 2008, fue reducido definitivamente al estado de laico por el papa Benedicto XVI. Tomislav Vlašić está acusado de «inmoralidad sexual» y de «manipulación de las conciencias». Además, tiene que someterse a uno cierto número de restricciones bajo pena de excomunión. Esta situación entraría en contradicción con las declaraciones que habría hecho la propia Virgen, según los videntes de Medjugorje, a propósito del padre Vlašić:
«Agradeced a Tomislav Vlašić que os esté guiando tan bien.» (mensaje del 28 de febrero de 1982) Finalmente, él mismo se presenta como: «Aquel que, por la divina Providencia, dirige a los videntes de Medjugorje».
En julio de 2009, el padre Francesco Bravi (fiscal general de la Orden franciscana) ha deseado aportar explicaciones en una declaración a la agencia ZENIT:
«La aceptación, por Benedicto XVI, de la pérdida del estado clérical del padre Tomislav Vlašić, no constituye un juicio sobre los testimonios de aparición de María en Medjugorje -ha explicado el fiscal general de la Orden de Frailes Menores (franciscanos)- eso es lo que él ha pedido».
El fiscal general de la Orden de los Hermanos menores ha precisado por otra parte que si bien es cierto que el P. Vlašić era vicario en la parroquia de Medjugorje en la época de los primeros testimonios de las apariciones (1981), ha vivido en Italia desde ya hace más de veinte años (desde 1985). El P. Bravi ha explicado que el P. Vlašić ha pedido a la Santa Sede de estar dispensado de las obligaciones del ministerio sacerdotal, porque se niega a aceptar las sanciones impuestas por la Congregación para la doctrina de la fe por el decreto (prot. 144/1985) del 25 de enero de 2008, firmado por el cardenal Levada, prefecto, y por M. Angelo Amato, secretario de la Congregación. Explica que las sanciones han sido impuestas como consecuencia de acusaciones llevadas contra el P. Vlašić, que fue acusado sobre todo de «difusión de una doctrina dudosa, de manipulación de las conciencias, de misticismo sospechoso, de desobediencia a órdenes dadas de modo legítimo». Fue acusado igualmente de haber violado el sexto mandamiento (actos impuros).
El P. Francesco Bravi ha explicado a ZENIT que el P. Vlašić se negaba a reconocer las acusaciones contra él, y que rechazaba igualmente las sanciones. Como consecuencia de este rechazo, ha pedido ser dispensado del ejercicio de su ministerio sacerdotal y de su condición de religioso. Él tiene prohibido al mismo tiempo ejercer toda forma de apostolado y hacer declaraciones, especialmente sobre Medjugorje.

### El teólogo René Laurentin
Especialista en el estudio de las apariciones marianas, el teólogo René Laurentin, ha dejado de escribir a propósito de Međugorje como consecuencia de la petición que le hizo en este sentido el obispo de Mostar en 1998. Por otra parte, ha declarado a un periodista italiano en julio de 2008: 
«no he dado nunca mi opinión sobre la autenticidad o la falta de la misma de las apariciones en Međugorje». 
También le dijo a Francesco Dal Co Mas algunos años antes:
«Estoy obligado a tener una cierta reserva sobre Medjugorje, debido a lo que me ha sido ordenado. Yo jamás he dicho que la Virgen se haya aparecido realmente. Pero sí puedo certificar que existe un cierto número de signos positivos y negativos (como en Lourdes, por otra parte). Entre los positivos sin duda están la liturgia en Medjugorje y los frutos verdaderamente extraordinarios de las confesiones y las conversiones».

### Juicio sobre la rectitud de la vida moral de los videntes
La vida de los videntes es otro asunto de discusión en el seno de la Iglesia. Al contrario de lo que ocurre con Bernadette Soubirous o con Lucía dos Santos, ninguno de los videntes en Medjugorje ha escogido llevar una vida religiosa o relativamente modesta.
También en otros casos otros videntes no han abrazado la vida religiosa, como es el caso de Maximin Giraud, Estelle Faguette, o las pequeñas videntes de La Isla-Bouchard.
Los videntes de Medjugorje están todos casados y tienen niños. Ivan Dragičević se ha casado incluso con una mujer que fue Miss Massachusetts. Además, según Adriana Díaz Lópes de la revista Veja, se han enriquecido considerablemente gracias a las numerosas conferencias, a los productos derivados, y a espectáculos en torno a Medjugorje.

### Lucía de Fátima y Medjugorje

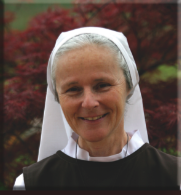
Hermana Emmanuel Maillard

Según los partidarios de las apariciones, Lucía dos Santos, la vidente de la Virgen de Fátima, hablaba con la Santísima Virgen sobre sus apariciones en Medjugorje. Esta información está dada en un vídeo aparecido en 2005, «Medjugorje, continuación de Fátima», por una religiosa de la Comunidad de las Bienaventuranzas y fundadora de la asociación Las niñas de Medjugorje, Hermana Emmanuel Maillard. En su libro «El triunfo del corazón», publicado en 1995, escribía:
«Y cómo no evocar aquí la felicidad de la propia Hermana Lucía, que no ha cesado nunca de ver a la Virgen desde 1917 y a quien María habla hoy… sobre lo que está haciendo en Medjugorje»..
Este rumor fue objeto en 1998 de dos desmentidos de parte del padre Lucíano Cristino, director de los estudios y del oficio de difusión del santuario de Fátima:
«La afirmación según la cual Nuestra señora de Fátima "habla con la hermana Lucía sobre lo que hace en Medjugorje" es sin duda falsa». 
Y en ese sentido se expresa la priora del Carmelo de Coímbra, y madre superiora de Sor Lucía, la Hermana Inacia de Carmo:
«En lo relativo a Medjugorje, la Hermana Lucía no dicho nada ni a favor ni en contra, pues opina, con toda la razón, que no es competente en la materia».

## Reacciones

### Escepticismo
Dos exobispos de la diócesis de Mostar-Duvno, Pavao Žanić y Ratko Perić, han declarado que creen que las apariciones son un engaño. Antonio Gaspari escribió que al principio, Zanic apoyaba a los jóvenes videntes, pero posteriormente cambió de opinión y se convirtió en "el principal crítico y oponente de las apariciones de Medjugorje". 
El experto mariano Donal Foley dice que, “lamentablemente, la única conclusión racional sobre Medjugorje es que se ha convertido en una vasta, aunque cautivadora, ilusión religiosa”. Foley atribuyó la popularidad del culto de Medjugorje al hecho de que Medjugorje puede atraer a los católicos confundidos por los cambios posteriores al Concilio Vaticano II. 
Críticos como el autor católico E. Michael Jones consideran que las apariciones son un engaño y han afirmado que los informes de luces misteriosas en la colina podrían explicarse fácilmente por ilusiones producidas por las condiciones atmosféricas o fuegos que encendían los jóvenes locales. Según Chris Maunder en su libro Our Lady of the Nations, el autor E. Michael Jones es antagónico hacia Medjugorje, no es objetivo y "presenta una teoría de la conspiración en lugar de un análisis exhaustivo". 

Raymond Eve, profesor de sociología, en Skeptical Inquirer, ha escrito:
Reconozco que los encuentros iniciales de los adolescentes con la Virgen bien pueden haber sido causados por factores personales. Por ejemplo, Ivanka, quien fue la primera en percibir una visita, acababa de perder a su madre natural. La percepción de las experiencias de las apariciones se extendió rápidamente entre su grupo íntimo de compañeros. ...La tensión y la ansiedad de la región probablemente exacerbaron este proceso de contagio y la necesidad de creer entre los jóvenes protagonistas. 
El investigador escéptico Joe Nickell ha señalado que hay varias razones para dudar de la autenticidad de las apariciones, como las contradicciones en las historias. Por ejemplo, en el primer avistamiento, los adolescentes afirmaron que habían visitado  el Monte Podbrdo para fumar . Más tarde se retractaron de esto, alegando que habían ido a la colina a recoger flores. Según Nickell, también existe el problema de la naturaleza "vergonzosamente analfabeta" de los mensajes. 

### Partidarios
El arzobispo Franic de Split, un importante clérigo croata, en 1985, durante la conferencia episcopal yugoslava, apoyó las apariciones de Medjugorje y se opuso a Zanic. 

Según Inés San Martín, Hans Urs von Balthasar dijo: 
“La teología de Medjugorje suena a verdad. Estoy convencido de su verdad. Todo lo relacionado con Medjugorje es auténtico desde un punto de vista católico”.  
Chris Maunder escribió que el teólogo Hans Urs von Balthasar condenó al obispo Zanic por "su estilo intransigente al hacer acusaciones contra los partidarios de Medjugorje". 
Chris Maunder señaló que el mariólogo René Laurentin , quien fue sacerdote y teólogo, escribió libros que eran positivos sobre Nuestra Señora de Medjugorje, tales como:  
- ¿Se aparece la Virgen María en Medjugore?, Un mensaje urgente para el mundo dado en un país marxista ( 1984)
- Estudios científicos y médicos sobre las apariciones en Medjugorje (1987)

y una serie de libros para actualizar a los partidarios llamados Derniers Nouvelles (Últimas noticias) . Joanne Marie Greer y David O.Moberg han explicado que Laurentin y el coautor Henry Joyeux, médico y profesor de la Universidad de Montpellier, utilizaron los resultados de las pruebas científicas “realizadas en los videntes, tanto durante su vida normal como mientras en éxtasis” y encontró que estas pruebas “son un argumento muy poderoso en defensa de las apariciones”. 
El cardenal Cristoph Schönborn de Austria, un colaborador cercano del papa Francisco, realizó una peregrinación personal a Medjugorje en 2009. Según John Thavis, la peregrinación de Schönborn fue "muy publicitada donde habló favorablemente sobre las apariciones y se reunió con al menos uno de los los videntes". 

## Ubicaciones de supuestas visiones fuera de Medjugorje
Medjugorje es donde comenzaron las supuestas visiones en 1981, y se afirma que todavía ocurren. Algunos videntes, cuando viajaban o se mudaban, informaron haber tenido visiones en otros lugares. Aquí hay una lista de algunos de ellos:
- Bosnia y Herzegovina: Mostar, Sarajevo, Visoko (Ivan Dragičević en la escuela secundaria)
- Croacia: Zagreb, Varaždin, Seminario de Dubrovnik (Ivan Dragičević)
- Estados Unidos: Boston, Massachusetts, Birmingham, Alabama
- Italia: Milán, Monza
- Portugal: Requião (Convento de la Fraternidad Misionera de Cristo-Joven)
- Suiza

## Personas vinculadas a las apariciones marianas
En el mundo ha habido varias personalidades que han tratado con Nuestra Señora de Medjugorje, entre ellas las más conocidas son:
- Chiara Amirante, escritora italiana.
- Gianfranco Angelucci, escritor, guionista, periodista y amigo personal de Federico Fellini
- Paolo Brosio, periodista italiano y presentador de televisión.
- Livio Fanzaga, presbítero italiano y director de Radio María.
- Renato Farina, político y escritor italiano.
- Claudia Koll, actriz italiana
- René Laurentin, presbítero y teólogo francés.
- Emmanuel Maillard, religiosa y escritora francés.
- Diego Manetti, escritor y profesor italiano
- Nek, cantante y compositor italiano
- Mara Santangelo, tenista italiana
- Jesús García, periodista español. Es también escritor, guionista y director de cine y productor audiovisual. Conoció Medjugorje en 2006 cuando fue enviado allí a hacer un reportaje.
- Padre Francisco Verar, sacerdote panameño y estudioso del fenómeno desde sus inicios. Desde 1986 ha recorrido toda América y algunos países de Europa como España, Italia, Francia y Noruega, difundiendo la espiritualidad y los mensajes de la Virgen de Medjugorje.

### Libros
- Adriano, Pino; Cingolani, Giorgio (2018). Nacionalismo y Terror: Ante Pavelić y Ustasha Terrorismo del Fascismo a la Guerra Fría . Budapest: Central European University Press. ISBN 9789633862063.
- Apolito, Paolo (2005). Internet y la Virgen: experiencia visionaria religiosa en la Web . Chicago: Prensa de la Universidad de Chicago. ISBN 9780226021508.
- Belaj, Marijana (2012). Milijuni na putu - Antropologija hodočašća i sveto tlo Međugorja [ Los millones de caminos - la antropología de la peregrinación y la tierra sagrada de Medjugorje ] (en croata).
- Zagreb: Jasenski i Turk. ISBN 9789532225884.
- Budde, Michael L. (2016). Más allá de las fronteras del bautismo Catolicidad, lealtades e identidades vividas . Libros en cascada. pags. 110. ISBN 9781498204736.
- Bulat, Nikola (2006). Istina će vas osloboditi [ La verdad os hará libres ] (en croata). Mostar: Biskupski ordinarijat Mostar.
- Connell, Janice T. (2007). Las visiones de los niños (edición revisada). Nueva York: Grove Press. págs. 43, 84–85, 137–141, 111–115.
- Emmanuel, Hermana (1997). Medjugorje, años 90 - El Triunfo del Corazón . Goleta, CA: Queenship Publishing Company. págs. 71–72. ISBN 978-1-7359106-0-4.
- Greer, Joanne Marie; Moberg, David O. (2001). Investigación en el Estudio Científico Social de la Religión . vol. 10. BRILLAR. ISBN 9780762304837.
- Herrero, Juan A. (1999). "Medjugorje: conflicto eclesiástico, controversia teológica, división étnica". En Moberg, David O.; Greer, Joanne Marie (eds.). Investigación en el Estudio Científico Social de la Religión . Leiden: BRILLO. ISBN 9789004496224.
- Jones, E. Michael (2010). El engaño de Medjugorje: reina de la paz, limpieza étnica, vidas arruinadas . Prensa de la fidelidad. ISBN 978-0-929891-05-7.
- Kraljevic, Svetozar (1984). Las Apariciones de Nuestra Señora en Međugorje . Chicago: Franciscan Herald Press. págs.?. ISBN 9781610171526.
- Kutleša, Drazen , ed. (2001). Ogledalo pravde [ Espejo de justicia ] (PDF) (en croata). Mostar: Biskupski ordinarijat Mostar (Obispo Ordinariato de Mostar). Archivado desde el original (PDF) el 2021-11-08.
- Laurentin/Lejeune, René/René (1988). Mensajes y Enseñanzas de María de Medjugorje . Mostar: Fundación Riehle. págs. 167–170.
- Laurentin, René / René (1994). Medjugorje: trece años después . Mostar: Fundación Riehle.
- Margry, Peter Jan (2019). "La Red Global de Movimientos Marianos Reveladores Desviados". En Maunder, Chris (ed.). El Manual de Oxford de María . Prensa de la Universidad de Oxford. ISBN 9780192511140.
- Maunder, Chris (2016). Nuestra Señora de las Naciones: Apariciones de María en la Europa católica del siglo XX . Oxford: Prensa de la Universidad de Oxford. ISBN 9780198718383. Orsi, Robert A. (2018). Historia y Presencia . Cambridge, MA: Belknap Press: una huella de Harvard University Press. pags. 50. ISBN 9780674047891.
- Pandzic, Bazilije (2001). Hercegovački franjevci – sedam stoljeća s narodom [ Franciscanos de Herzegovina – siete siglos con el pueblo ] (en croata). Mostar-Zagreb: ZIRAL.
- Pavičić, Darko (2019). Međugorje: prvih sedam dana: cijela istina o ukazanjima od 24. lipnja do 3. srpnja 1981 [ Medjugorje: las siete primeras apariciones: toda la verdad sobre las apariciones del 24 de junio al 3 de julio de 1981 ] (en croata). Zagreb: Pavičić izdavaštvo i publicistika. ISBN 9789534862001.
- Perić, Marko (1986). "Život i rad mostarsko-duvanjskih i trebinjsko-mrkanskih biskupa u zadnjih 100 godina" [La vida y obra de los obispos de Mostar-Duvno y Trebinje-Mrkan en los últimos 100 años]. En Babić, Petar; Zovkić, Mato (eds.). Katolička crkva u Bosni i Hercegovini u XIX i XX stoljeću: povijesno-teološki simpozij prigodom stogodišnjice ponovne uspostave redovite hijerarhije u Bosni i Hercegovini [ La Iglesia católica en Bosnia y Herzegovina en los siglos XIX y XX: un simposio histórico-teológico con motivo del centenario de la restauración de la jerarquía regular en Bosnia y Herzegovina ] (en croata). Sarajevo: Vrhbosanska visoka teološka škola.
- Perica, Vjekoslav (2002). Ídolos balcánicos: religión y nacionalismo en los estados yugoslavos . Oxford: Prensa de la Universidad de Oxford.
- Perić, Marko (2002). Hercegovačka afera: pregled događaja i važniji dokumenti [ Asunto de Herzegovina: revisión de hechos y documentos relevantes ] (en croata). Mostar: Biskupski ordinarijat Mostar.
- Soldo, Mirjana (2016). Mi Corazón Triunfará . Publicación de la tienda católica. ISBN 978-0-9978906-0-0.
- Sullivan, Randall (2004). El detective de los milagros . Nueva York: Grove Press. págs. 116–118, 197, 390.
- Thavis, John (2015). Las Profecías del Vaticano: Investigando Señales Sobrenaturales, Apariciones y Milagros en la Edad Moderna . Ciudad de Nueva York: vikingo. ISBN 9780525426899.
- Velikonja, Mitja (2003). Separación religiosa e intolerancia política en Bosnia-Herzegovina . College Station: Prensa de la Universidad de Texas A&M. ISBN 9781603447249.
- Weible, Wayne (1989). Medjugorje El Mensaje . Prensa Paráclito. ISBN 1-55725-009-X.
- Zanić, Pavao (1990). La verita su Medjugorje [ La verdad sobre Medjugorje ] (en italiano). Mostar: Diócesis de Mostar-Duvno.

### Diarios y revistas
- Czernin, Marie (2004). "Medjugorje y el Papa Juan Pablo II: una entrevista con el obispo Hnilica". Política y Religión (PUR) . Alemania.
- Jolic, Robert (2013). "Fabricaciones sobre Medjugorje: sobre la investigación de Mart Bax". Studia etnologica Croatica . 25 : 309–328.
- Nikić, Andrija (1979). "Osnivanje Apostolskog vikarijata u Hercegovini" [Establecimiento del Vicariato Apostólico en Herzegovina]. Croatica Christiana Periodica (en croata). 3 (3): 21–50.
- Perić, Ratko (2012). "Međugorske stranputice" [Las carreteras secundarias de Medjugorje]. Službeni vjesnik (en croata) (1): 97–102.
- Perić, Ratko (2010). "Duhovna zvanja" međugorskih vidjelaca"" [Los llamados espirituales de los "videntes de Medjugorje"]. Službeni vjesnik (en croata) (1): 114–122.
- Vrankic, Petar (2016). "Izbori i imenovanja biskupa u Hercegovini" [Elecciones y nombramiento de obispos en Herzegovina]. Herzegovina (en croata). 2 : 109–140.
- Zovkić, Mato (1993). "Problematični elementi u fenomenu Međugorja" [Los elementos problemáticos en el fenómeno de Medjugorje]. Bogoslovska Smotra (en croata). 63 (1–2): 76–87.